# スーパーJチャンネル
『スーパーJチャンネル』（スーパージェイチャンネル、ラテン文字表記：Super J Channel）は、1997年3月31日からテレビ朝日をはじめとした、ANN系列（フルネット全24局）で生放送されている夕方の報道・情報番組。
略称は「Jチャン」、「Jチャンネル」。開始当初は「スーパーJ」という略称も使われていた。新聞番組表では『Jチャンネル』もしくは『Jチャン』とクレジットされる場合がほとんどである。
『ANNスーパーJチャンネル』は、1997年10月4日からテレビ朝日系列（ANN）で土曜日と日曜日に放送開始。タイトルの頭に『ANN』が付いたのは全編がANNゾーンであるため。

## 概要
2006年4月より、関東地方では最も長く続いている夕方の報道番組となる。また、『ANNニュースレーダー』（1975年4月 - 1987年10月16日の12年半）を超えてANN夕方の全国ニュース番組では歴代最長寿となった。また、2024年10月時点で放送期間は27年半を超えており、国内の民放ネットワークによる平日夕方ニュース枠では最長寿、国内の民放ネットワークによる平日帯ニュースでは4位の歴史を持つ。
ステレオ放送は『スーパーJチャンネル』（以下、平日版）は番組開始時から、『ANNスーパーJチャンネル』（以下、週末版）は2000年4月2日から実施。2010年3月28日まで、夕方の全国ニュースでは唯一のステレオ放送だった。
2010年10月4日より、リアルタイム字幕放送を実施。当初は月 - 金曜のANNゾーンのみだったが、2012年4月1日から土・日曜の全編で、2014年3月31日からは月 - 金曜の全編でも実施されるようになった。字幕放送の開始冒頭には「当番組は同時入力のため、誤字脱字が発生する場合があります」と文字多重放送により表示される。
かつて月 - 金曜のANNゾーンで、番組開始時から2000年3月末まではネットスポンサーを設けていたことがあるが、テレビ朝日において現在平日の民放全国ニュース枠で唯一ネットスポンサーがない。
全国ニュースを伝えるANNゾーン（2020年3月30日以降は17:50 - 18:15〈JST〉）は、クロスネット局の福井放送、テレビ宮崎を除くANN全局でフルネットされている。また、平日の放送においては当初は『ANN』の冠があったが、2005年10月3日から2019年3月30日まで『ANN』の冠は年末年始の特別編成以外は表示しなくなった。しかしその後2019年4月1日から再び表示されるようになっている。開始当初、前番組『ステーションEYE』と同様に系列局が取材した映像では左上に「ANN （局名ロゴ）」というテロップを表示していたが2000年代前半に廃止されている（その後、2021年3月21日の放送で一度だけ復活）。

## 歴史

### 平日版

#### 1997年4月 - 1998年9月 石田・田代 → 小宮・田代時代
1997年3月28日まで6年間放送された18時台の『ステーションEYE』と、ドラマ再放送枠・金曜放送の『峰竜太の金曜まがじん5時ら』『スーパー戦隊シリーズ』（東映との共同制作）の放送枠だった17時台を統合・大幅に内容刷新し、開始時刻を58分早い17:00に前倒し・放送時間を2時間に拡大した夕方のANNニュース枠として1997年3月31日に放送を開始。当初の1年間はメインキャスターに、月曜日から木曜日までは俳優・タレントの石田純一、金曜日は当時マルチタレントの田代まさしを起用。サブキャスターとなる同局アナウンサーには、2人のパートナーとして月曜日から木曜日までと初期の金曜日は高橋真紀子（当時テレビ朝日アナウンサー、現在他部署に異動）、途中から金曜日は萩野志保子が、さらにニュースチャンネル担当として坪井直樹が起用された。この他にコメンテーターとして渡辺興二郎（石田純一の従兄。当時テレビ朝日解説委員で後に山口朝日放送社長を歴任）、スポーツチャンネル担当には荒木大輔と田中光、一茂チャンネル担当には長嶋一茂、17時台の天気予報には依田司が登場した。
「わかりやすいニュースと多チャンネル情報」と掲げて視聴ターゲットを主婦以外に若者にも広げ、曜日ごとにスポーツ・グルメ・トレンド・マネー（経済情報）・エンターテインメントをメインとした若者向けのトレンド情報を重視したほかミニアニメ（詳細は後述）を放送。さらに18時台の天気予報にはCGのキャラクターを用いるという斬新な企画が放送された。各コーナーのタイトルは「スポーツch」「ウェザーch」等と「ch（チャンネル）」という呼称に統一。また、アーク放送センター移転以来11年半使っていたテロップ機材を本番組開始を機に更新した。この当時17時台のネット局は少なかったが、17:30に飛び乗りポイントがあり、18時台の全国ニュースは前番組を引き継いで18:00 - 18:30の30分間としていた。
金曜日18時台の全国ニュースは開始当初こそ田代と高橋が進行していたが、開始後数週で高橋・坪井コンビで進行し、スタジオセットのソファーで田代とコメンテーターの渡辺がコメントをする形となった。その後、番組開始から3か月後に金曜の女性キャスターが高橋から萩野志保子に交代したのを機に、田代・萩野は18時台の全国ニュース枠には出演せず18時半までスタジオからは退席し、渡辺・坪井と戸野本優子が伝える形式となった。
番組開始を機に1996年9月で日本テレビでの放送が打ち切られていた『ヤン坊マー坊天気予報』を2000年9月29日まで17時台の天気コーナーとして放送。
しかし、石田の私生活の問題が報道されたこともあって視聴率は5％前後と、当時同時間帯トップレベルの高視聴率を稼いでいた日本テレビの『ニュースプラス1』やTBSテレビの『JNNニュースの森』に大きく水をあけられた。結果的に、1998年4月2日放送をもって石田が降板。後任の2代目メインキャスターに『ニュースステーション』から異動の形で小宮悦子（元テレビ朝日アナウンサー）を起用し、坪井はメインキャスターに昇格、小宮・坪井コンビは12年続く事となる。4月リニューアルでは「女性の目線」を強調し、タイトルロゴやセットは一新されたものの、放送内容に関しては「ch」をコーナータイトルから外した以外は小幅なリニューアルに留まった。一方で金曜日は田代が続投し、同年10月2日まで務めた。小宮も金曜のみ『ニュースステーション』への出演を半年間継続した。

#### 1998年10月 - 2010年3月 小宮時代
1998年10月5日、主婦にターゲットを絞りコーナーをほぼ全て入れ替え、構成を大幅に変更。このリニューアルから六本木ヒルズへ移転までの5年間、スタジオも報道局隣接のNスタジオに移す。リニューアル当初、17時台の特集コーナーを「生活情報局」と題し、小宮や坪井が参加せずにサブキャスターが進行した。そのほか17時台はローカル枠に「世にも明るいニュース」（1998年4月6日 - 2002年9月27日）を放送し、リポーター（初代：平石直之、二代目：富川悠太）と小宮の進行で、ほのぼのとした明るい話題を提供した。このリニューアルで飛び乗り・飛び降りのポイントを変更し、ニュースコーナーが始まる17:05（後に17:01に繰り上げ）、ニュースの途中の17:20、17:40、ローカル枠のあとの17:45。ANN枠が17:54（6分繰り上げ）から18:28（1分繰り上げ）までに変更し、ANN枠の最後には市況情報に加えて全国の天気を放送。後に18時20分頃に「特集今日の5分間」を開始。
2000年になり、フジテレビが『スーパーニュース』を4月3日から17時に放送時間を拡大、さらに日本テレビの『ニュースプラス1』も10月2日から17時に放送時間を拡大（2004年3月29日から17:25開始）し、民放キー局3社の夕方のニュース番組が2時間番組になる（2004年3月26日まで）。これに対抗すべく分刻みのタイムテーブルの変更を行った。10月には放送時間の繰り上げを実施。（1）放送開始時刻は16:55（2）17:00と17:34に飛び乗り・飛び降り点（3）18時台ニュースは17:54から18:17まで（11分繰り上げ、「今日の5分間」廃止）とした。これで他局より早くローカルニュース（特集コーナー）を開始させている。18時台ローカル枠の特集コーナーは毎日放送するニュース特集『Jのこだわり』を加えた2枠に増え、特集コーナーが4回放送される事に。2000年末の3時間特番において初めて19時台に進出した。
2002年9月30日に『Jのこだわり』を17時台最初の特集となり、スポーツニュースコーナーが廃止。天気予報が18:19放送となった。
2003年9月29日、報道局とスタジオがアークヒルズから六本木ヒルズの新社屋へ移転。それに伴い番組ロゴ（「スーパー」から「super」に変更、2003年12月1日に開局した地上デジタル放送のEPG（電子番組表）は「スーパーJチャンネル」のまま）、ジングル、スタジオセットなどがリニューアル。特にスタジオセットは貨物船をイメージした巨大なセット（『ニュースステーション』と一部共有）に一新。このスタジオセットは、マイナーチェンジを加えながらも、2017年12月27日まで使用していた。新セットを作るにあたり、一部の家具や小物は前のセットから引き続き使用された。
2004年2月2日からハイビジョン規格による放送を開始。当初はスタジオ部分程度に限られた。それに先立つ1月26日にタイムテーブルの変更を実施。17時台ニュースは17:34までに拡大し、『Jのこだわり』は18:19に移動し、1日の特集は3枠に。18時台ニュースは項目数を増やし、1つのニュースを短くする試みを行った。その結果、万年4位のポジションを脱することに成功した。同年3月26日に『Nステ』が終了。これに伴い、3月29日から4月12日までは『Nステ』のセット解体と同番組の後継番組『報道ステーション』のセット建て込みに伴うセット工事のため、ニュースルーム を使用して放送（『報道ステーション』も同年4月5日の番組開始から1週間は本社1階のアトリウムに仮設のセットを建てて放送していた）。
2005年3月28日、唯一1時間番組で通していたTBSテレビも16:54開始の『イブニング・ファイブ』（全国ニュースは、『JNNイブニング・ニュース』として放送）を立ち上げ、民放キー局5社が全て17時台に生番組を編成するようになる（以後2009年7月中旬 - 同年9月末を除き、この状態となる）。『スーパーニュース』も16:55スタートに繰り上げ。これに伴い、16時台のオープニングから最初のニュースを放送。そして7月以降、翌年にかけて16時台の繰り上げを実施する事になる（以降の詳細は#放送時間後述）。10月、17:54のオープニングがヘッドラインのみに変わり月-金曜日は実質オープニングと挨拶はなくなる。
2006年4月3日、放送開始時間を16:53に繰り上げた。同日日本テレビは『ニュースプラス1』を『Newsリアルタイム』に改題、同時に放送時間を月-木曜日を16:53、金曜日を17時開始に拡大し、テレビ東京を除く民放キー局4社が全て17時前後から2時間の報道番組を編成するようになる（以後2009年3月末 - 同年9月末を除き、2013年春までこの状態となる）。特集では「奥様鑑定団」などの長寿企画を廃止したり、木曜を除く「Jのこだわり」と日替わり特集の放送順を入れ替えるなどのテコ入れを行う。加えて、テレビ朝日の報道番組全体が他局の報道番組に押されている影響から、午前中の『やじうまプラス』『スーパーモーニング』と同じように報道番組としては異例の番宣CMを他時間帯で放送。
2009年9月28日から18時台特集枠を1つ削除し、ニュースコーナーを設けた。その第1弾は芸能・スポーツ・B級ニュースを中心に扱う「ゴーガイ!」。「Jのこだわり」は木曜のみとなり、10年以上続いていた木曜特集「迷宮の扉」が終了。
2010年3月26日で12年間メインキャスターを務めた小宮、番組開始以来13年間キャスターを務めた坪井、サブキャスターとして最長の6年10か月務めた松尾由美子、コメンテーターとして最長(当時)の12年間出演した轡田隆史（ジャーナリスト）が降板。同月29日から、坪井は上山千穂と入れ替わりで『ワイド!スクランブル・第1部』内の『ANNニュース』、松尾は『やじうまプラス』へそれぞれ異動となったほか、小宮も同年4月4日開始の日曜午前の報道番組『サンデー・フロントライン』へ異動となった。なお、坪井と松尾は降板から3年後の2013年4月1日から平日朝の報道・情報番組『やじうまテレビ!』（同年9月末からは『グッド!モーニング』に改題）で再び共演することとなった（松尾は2020年3月に降板）。

#### 2010年4月 - 2020年9月 渡辺時代
2010年3月29日より小宮・坪井の後任の3代目メインキャスターに、前番組『ステーションEYE』以来14年半ぶりの夕方の報道番組再登板となる渡辺宜嗣（当時テレビ朝日アナウンサー）と、坪井と入れ替わる形で『ワイド!スクランブル・第1部』内の『ANNニュース』（平日11:45 - 12:00）を担当していた上山千穂を起用。渡辺と上山は既に『Nステ』で共演している。新テーマ曲にPerfumeの音楽プロデュース等で知られるcapsuleの中田ヤスタカを起用。
また、渡辺がメインキャスターの就任時には、天気予報のコーナーが18時台の後半に設けられていたが、渡辺が「とがっているような天気が多くなってきて、これはもうニュースのようだ」と感じていたため、渡辺の「（天気も）完全にニュースの一部としてとても重要な情報だ」という提案により、17時台にも天気予報のコーナーが設けられることになった。
2011年1月4日からテロップのデザインが変更された（ただし速報・中継時の画面右上のテロップ、出演者の氏名テロップは2016年3月10日まで使用、通常時は赤■、訃報時は新たに紫■も追加）。同年3月14日から4月1日まで、東日本大震災（東北地方太平洋沖地震）関連ニュースへの対応と『報道ステーション』のセット建て替え工事のため、ニュースルームを使用した。
視聴率は2011年度以降上昇傾向にあり、同年4月から6月までの第1クール平均が民放同時間帯1位となり同局社長の早河洋（当時）より「社長賞」が番組に送られた。いずれも、開局以来初の記録。直前番組のドラマの再放送枠の視聴率が高く、それをそのまま引き継いでいるのも要因の一つとされている。2011年7月より、全国の天気が17:34頃にも放送される。次いで東日本大震災の影響で2011年12月まで東京電力管内の当日の電力使用率も伝えるようになった。
2012年3月26日より、セットのLEDモニターを「クリスティ マイクロタイル」に変更した。また、キャスター席の後ろにも同じくマイクロタイルを設置している。6月20日から6月28日の間（金曜日を除く）は一時的に18:53終了となり、これにより19時台の番組は、テレビ朝日など一部のネット局でフライングスタートを実施。その後も2013年頃まで期末・期首改編期や年末年始といった特番シーズンにおいて不定期に編成された。
2012年の年間平均は民放各局のみならず、NHK総合テレビを初めて抜き去り同時間帯1位を記録。2013年2月の月間平均では10.0パーセントを記録している。こうした視聴率好調により、それまで当時平日夕方の視聴率争いでトップを独走していたフジテレビ『スーパーニュース』の牙城を、日本テレビの『news every.』（同番組は渡辺・上山の就任と同日に開始）と共についに崩し、2015年3月には『スーパーニュース』を終了に追い込んだ。
2013年3月25日からは『やじうまテレビ!』（同年9月30日からは『グッド!モーニング』）とスタジオの共有を開始した。同月29日をもって、上山が社の制度を利用してニューヨークへ留学するため、番組を降板。同年4月1日から、これまで水 - 金曜のサブキャスターだった八木麻紗子が上山に代わりメインキャスターに昇格した。同年9月30日からは16:54の飛び乗り点を廃止し、17時台のネット局は16:53開始に統一された。
2014年12月に渡辺は定年退職を迎えたが、翌2015年以後も引き続きテレビ朝日に嘱託社員として籍を残したため、専属キャスターとして当番組への出演を継続。
2015年3月30日より月曜 - 木曜の放送開始時刻を16:50に繰り上げ、同月27日をもって降板した八木の後任のメインキャスターに竹内由恵（当時テレビ朝日アナウンサー、現在フリーアナウンサー）が登板した。同時に金曜日に限り1時間前倒しの15:50に繰り上げ、15:50 - 16:50を第1部・16:50 - 19:00を第2部とした2部制が敷かれた。さらに、11年半使用されたロゴと、5年間使用されたテーマ曲を変更した（ロゴは「super」の文字は消滅した）。同年6月1日より、月曜日のみ直後の19時台の番組との接続はステブレレスとなった（その後2018年4月3日からは火〜木も、2019年10月4日から金曜日もそれぞれステブレレスに変更）。
2016年3月11日からテロップデザインが5年ぶりに変更された。また、同年4月1日 - 4月8日は同じ第4スタジオの『報ステ』のスタジオセット改装工事 のため、再びニュースルームを使用した。
2017年3月31日をもって金曜版の2部制廃止ならびに第1部相当時間帯の放送を終了し、翌4月3日からは放送時間が元の平日版の17時・18時枠に戻されたが、放送開始時間は16:50となった。
2017年12月28日から2018年2月16日まで第4スタジオでの設備更新及びスタジオセット改装工事のため、ニュースルームに類似のスタジオセットを建てて放送した。その後、同年2月19日から新スタジオセットに移行された。なお、これまでスタジオセットを共有していた『グッド!モーニング』は2017年12月28日から第5スタジオに移転（『ワイド!スクランブル』と共用）し、同じく第4スタジオを使用していた『報ステ』『サタデーステーション』『サンデーステーション』のスタジオセットは『羽鳥慎一 モーニングショー』のスタジオセットがあった第3スタジオに、『モーニングショー』のスタジオセットは本番組と同じ第4スタジオに移設されている。
2018年9月28日をもって、竹内が『報道ステーション』へ異動（月 - 木曜日はスポーツキャスター、金曜日はメインキャスターとしてそれぞれ出演）となるため、本番組を降板。同年10月1日から、後任にこれまで水 - 金曜日のサブキャスターを務めていた林美沙希がメインキャスターに昇格した。
2019年4月1日からテーマ曲は4年ぶりに、テロップデザインが3年ぶりに変更された。それと同時に、民放キー局における夕方のニュース番組の放送期間で『ニュースプラス1』→『Newsリアルタイム』（日本テレビ）の22年を上回り、『JNNニュースコープ』（TBSテレビ）に次ぐ歴代2位の長寿に達した。また、前週までコメンテーターとして長らく出演していた大谷昭宏（ジャーナリスト）と萩谷順（法政大学教授、元朝日新聞編集委員）が降板し、コメンテーター制度をいったん廃止した。
2019年10月に金曜17時台の特集枠においてやらせが発覚（詳細は後述参照）したことにより、同月18日から金曜17時台の特集がコーナー休止（後にこのままコーナー打ち切り）となる事態が発生。その後、同年いっぱいで17時台特集枠は全曜日で廃止され、2020年1月6日からはそれに替わる新たなニュースコーナー「NEWSいっき見」がスタート。そのため、特集枠はこの時点で18時台の1枠のみになる。
2020年3月30日より放送開始時刻が10分繰り上がり、16:40 - 19:00となる。また、全国ネット枠も3分繰り上げ・拡大（17:50 - 18:15）した。
2020年4月13日からは新型コロナウイルス対策のため、渡辺・林の出演曜日を月 - 水曜日に縮小し、木・金曜日は菅原知弘・大木優紀（共にテレビ朝日アナウンサー）がメインキャスターを務める臨時シフトが組まれた。さらに、当月16・17日は土曜版を担当する矢島悠子が、20日 - 23日は以前メインキャスターだった八木が臨時で出演した（翌日以降は先述通り林と大木が出演していた）。同年9月25日を以て2班体制は終了し、9月28日から10月2日までの渡辺のメインキャスター最終週は渡辺と林がメインキャスターを、大木と菅原は17時台の「いま知る」と18時台の「新着ニュース」を担当した。
2020年10月2日をもって、渡辺が10年半務めたメインキャスターを勇退。同日は18:15の全国ネット枠終了間際と関東ローカルでのエンディングで渡辺がメインキャスター勇退にあたっての挨拶を行ったほか、エンディングではそれに加えてこの日で当番組日曜版や『大下容子 ワイド!スクランブル』へ異動のため降板した菅原の降板の挨拶も合わせて行われた。なお、渡辺は降板はせずコメンテーター兼スペシャルリポーターという肩書きで引き続き出演することになった。

#### 2020年10月 - 2023年12月 小松 → 松尾・小松時代
2020年10月5日より、渡辺の後任の4代目メインキャスターとして、過去に『やじうまプラス』に加え、2020年10月2日まで『大下容子 ワイド!スクランブル』で司会を務めていた小松靖（テレビ朝日アナウンサー）が就任した。林は女性メインキャスターを続投するほか、上述の通り渡辺も出演を継続する。正式なタイトルはこれまでと変わらないが、放送上のタイトル呼称は「Jチャン」に変更された（「チャンネル」の文字は「ネル」の部分は一旦消滅）。また、1年半使用されたテーマ曲が、ヒャダイン作曲の「開雲見日（かいうんけんじつ） 〜スーパーJチャンネルのテーマ〜」に変更された。小松は「熱心な“モノノフ（＝ももいろクローバーZのファン）”」であり、その縁で、ももいろクローバーZに多数の楽曲を提供してきたヒャダインに新テーマ曲の制作が依頼されたという経緯がある。
さらに、同日から、これまでのスタジオセットがマイナーチェンジされ、テロップデザインが1年半ぶりに変更。それまでの番組テーマカラーであった赤色から、桃色と黄色を基調としたデザインに変更された。一時期『報道ステーション』と共用していたブーメランテーブルも一旦廃止され、これまでキャスターが座っていたのを改め、キャスターが立って番組を進行するようになった。番組内容も一部見直され、18時台の関東ローカルで放送されていた特集コーナーを廃止し（これによりこの番組の平日版からは特集枠が完全に廃止された）、18時台の関東ローカル枠を「Jチャン++」と銘打った情報ゾーンに刷新した。内容はトレンド情報や世界の衝撃映像、それに最新のニュースと関東地方の天気予報をテンポ良く伝える構成となっている。また、テレビ朝日の放送エリアである関東地区などの一部の地域において月曜から金曜の19時台のバラエティ番組を18:45から放送するフライングスタートが取られたため、放送時間がこれまでよりも15分短縮された（16:40 - 18:45）。また、テレビ東京以外では唯一、16時台に進出していない夕方ニュース番組となった（リニューアル1週間前の9月28日にフジテレビの『イット!』が大幅リニューアルに合わせ15:45に開始時刻を繰り上げたため）。今回のリニューアル以降、エンディングでは画面右上に18:45からの番組の紹介テロップが表示されるようになったほか、このフライングスタート中の15分間（19:00まで）は、引き続き画面左上での時刻出しが継続され、当番組仕様のカスタム時刻表示を用いていた。このため、在京民放キー局の中では金曜日のみいち早くバラエティ番組が始まることになった。
2021年10月1日をもって、2016年4月から5年半出演してきた林が降板、同月4日からは林の後任として11年半ぶりの復帰となる松尾由美子（テレビ朝日アナウンサー）と、林降板と同日まで『報道ステーション』に出演し、当時日曜夜の報道番組『サンデーステーション』に出演していた森川夕貴（テレビ朝日アナウンサー）をメインキャスターに起用。松尾は月曜日から木曜日まで、森川は火曜日から金曜日までそれぞれ出演する（小松は引き続き全曜日出演）。また、同日から放送時間が変更となり、放送開始時刻が従前より5分繰り下げられて16:45に、関東地区での放送終了時刻も月曜日から木曜日は18:45からのフライングスタートが廃止されるため1年ぶりに19:00に戻る。ただし、金曜日は19時台の番組『ザワつく!金曜日』が安定した視聴率を記録していることもあり、18:50終了となる（番組仕様から「Jチャンネル」ロゴを外したカスタム時刻表示を用いた時刻出しも、金曜日のみ継続して行われている）。金曜日のフライング体制となるのは『ANNニュースシャトル』以来32年ぶり。全国ネット枠は従来通りだが冒頭に挨拶が行われるようになった（1997年度にも冒頭で挨拶を行っていたが、1998年4月以降は長年挨拶を行わずにトップニュースの読み上げから始めていた）。また、スタジオに2020年9月まで一時期、報ステと共用していたことのあるブーメランテーブルがマイナーチェンジ（塗装等変更）され、再度設置（椅子は2020年9月まで使われていたものを使用）。立って番組を進行するスタイルは1年で廃止された。なお、林は降板後は『大下容子 ワイド!スクランブル・第1部』内の『ANNニュース』と土曜夜の新バラエティ番組『電脳ワールドワイ動ショー』へ異動となった。
2022年4月4日から、放送上のタイトル呼称が「Jチャン」から1年半ぶりに「Jチャンネル」に、テーマカラーが「赤（ルビーレッド）」に戻され、テロップ類も1年半ぶりに変更され、スタジオも2度目のマイナーチェンジがなされた。
2023年9月29日、2010年3月の3代目メインキャスター就任から13年半に渡り出演した渡辺が降板し、渡辺は同月30日をもってテレビ朝日との嘱託契約を終え退職した。翌10月2日、放送開始時刻が従前より3分繰り下げられて16:48 - 19:00となった。
2023年12月29日をもって、2年3か月メインキャスターを務めた松尾、3年3か月メインキャスターを務めた小松が降板。

#### 2024年1月 - 井澤時代
2024年1月4日より、過去に当番組のフィールドキャスターを務め、2023年12月まで『報道ステーション』のフィールドキャスターを担当した井澤健太朗（テレビ朝日アナウンサー）が、5代目のメインキャスターに就任した。森川はメインキャスターを続投する。
また、番組のテーマを「どこよりもハテナと向き合う」と掲げ、番組のイメージカラーを2001年1月から使い続けた赤系から青に改めた上で、番組のスタジオセットとテーマ曲、テロップ類をそれぞれ刷新した。スタジオセットは6年ぶりに改装されて木目調のデザインとなり、ブーメランテーブルも一新され、旧セットの正面にあった巨大モニターも廃止となり、テーマ曲もいきものがかりの「Challenger」に変更された。小宮悦子がキャスターに就任した1998年4月からテーマ曲はインストゥルメンタル曲を一貫して使用してきたが、ボーカル付きのテーマ曲は27年10か月ぶりとなる。
同年3月22日、2年半メインキャスターを務めた森川が休職・海外移住に伴い降板。翌3月25日からの1週間を残るメンバーで放送した後、4月1日より新たな女性メインキャスターとして『羽鳥慎一モーニングショー』に出演していた森山みなみ（テレビ朝日アナウンサー）が就任。
2025年2月3日から3月末までの約2ヶ月間、メインキャスターの井澤が育休取得のため休演。その間は基本的に佐々木快（テレビ朝日アナウンサー）が代演し、森山と佐々木の2人を中心に進行する。

### 土曜・日曜版
2024年1月現在は土曜日・日曜日共に17:30 - 18:00（全国ネットは17:30 - 17:48.54）に放送。
平日版放送開始当時、土曜・日曜の夕方ニュース枠は引き続き『ステーションEYE』のタイトルで継続していたが、半年後の10月4日に平日版とタイトルを統一した。メインキャスターは『 - EYE』から引き続き、フリージャーナリストの蟹瀬誠一（『 - EYE』平日版終了後は元々担当していた週末版に戻っていた）と川瀬眞由美（1998年6月27日・28日は川瀬が早い夏休みのため、蟹瀬就任時の平日版パートナーだった岡田洋子が代理）。土曜・日曜版開始当初のスポーツコーナーのBGMはカシオペアの「Navigators」。
1999年4月10日から2000年3月25日までの土曜日のスポーツニュースについては、直後の『長島三奈の熱闘!スポーツM18』で詳しく取り上げた。
土曜版は2000年4月1日から9月30日まで『検証ドキュメンタリー ザ・スクープ』の1コーナーとして内包されたため、単独放送としては休止。同年10月から単独番組を再開した。
2006年4月8日より、メインキャスターに平日昼の『ANNニュース』を担当していた山口豊と、『やじうまプラス』のメインキャスターだった村上祐子が就任。山口の希望もあり、バーチャルセット（ニュースルーム内のクロマキーバックスペース）から放送するようになった。バーチャルセットの風景は季節による昼と夜の時間の長さにあわせ、上半期は夕暮れをイメージしたオレンジ色の空、下半期は夜景となる。ただし年末年始の放送や、国政選挙投票日・地震などの緊急報道によってはバーチャルセットを使わずに放送する。2011年3月12日から数週間は東日本大震災の影響のためバーチャルセットを使わずにニュースルームのまま放送した。
2011年4月9日より村上に代わる女性メインキャスターに『報道ステーション』のサブキャスターの市川寛子が就任。また、同年7月には公式ページが開設された。
2014年3月末で8年間メインキャスターを務めた山口が一時降板。4月5日から同年3月31日まで『ワイド！スクランブル』の司会を務めていた寺崎貴司が就任（但し、かつて同時間帯に放送された『ANNニュース&スポーツ』のメインキャスターを担当した事から、実質26年ぶりの再登板になる）。
2015年4月5日より日曜午前の報道番組であった『報道ステーション SUNDAY』が16:30 - 18:00の時間帯に移動したため、日曜日のレギュラー放送としては2015年3月29日をもって一旦休止し、土曜日のみの放送となる。また、産休入りした市川に代わり、上山千穂が平日版メイン降板以降2年ぶりに復帰した。
土曜版は2016年3月まで年に数回、放送開始時刻を前拡大して「スーパーJチャンネル拡大SP」と題して1時間の放送とし、拡大分は特集を放送した（拡大分の前半は一部地域のみ放送）。2016年4月9日から2019年9月28日まで、『ANN』の冠が一旦取れた『スーパーJチャンネル』として、正式に16:30 - 18:00へ放送時間を拡大。従来のバーチャルセットではなく、平日版と同じスタジオを使用して放送するようになった。拡大分は、「インターネットテレ朝ニュース」のアクセス数を基にランキング形式にまとめた『週間ニュースランキング』や、約20分の特集コーナーを新設する。山口が2年ぶりにキャスターに復帰し、従来のメインキャスターとお天気キャスターに加え、新たにサブキャスターとフィールドキャスターが加わった。また、2部構成とし、16:30 - 17:30は一部地域のみネット、17:30 - 18:00は従来通りANN枠となり、ANN枠の開始時刻（17:30）に飛び乗り点が設けられた。
2017年4月9日からは『報道ステーション SUNDAY』の終了に伴い、『ANNスーパーJチャンネル』として日曜日のレギュラー放送が2年ぶりに再開された。放送時間は休止前と同じ17:30 - 18:00。日曜版のみ、2016年3月までの週末版と同じバーチャルセットから放送する。土曜版とは異なり、サブキャスターとフィールドキャスターは出演せず、メインキャスター（土曜版と同じく山口豊・上山千穂が担当）とお天気キャスターのみが出演する。
2018年3月25日をもって、1年間放送された日曜版が再度終了した。同年4月1日より、これまで日曜20:54 - 21:54に放送していた『サンデーステーション』が16:30 - 18:00に繰り上げ・拡大となった。
2019年10月5日より、金曜日19時台から『クレヨンしんちゃん』が土曜日16:30 - 17:00に、『ドラえもん（第2期）』が17:00 - 17:30にそれぞれ移動するため、3年半ぶりに『ANN』の冠を付けた『ANNスーパーJチャンネル』として17:30 - 18:00に縮小された。これまでスタジオセットは平日版と同一のものを使用していたが、当番組仕様の装飾が施されたニュースルーム（2006年3月以前）から放送されるようになる。
2020年10月4日から、『サンデーステーション』が同月18日から2年半ぶりに21時台に戻る関係で、『ANNスーパーJチャンネル』として日曜版のレギュラー放送が2年半ぶり再開された。放送時間は17:30 - 18:00。また、キャスターは菅原知弘（同年10月2日まで平日版を担当していた）と八木麻紗子（2015年3月まで平日版を担当していた）が担当する。
2021年4月3日から、男性キャスター（山口・菅原）の担当曜日が入れ替わった。これにより土曜版は上山がメイン格に昇格。これと同時にそれまで関東地区で非表示だった時刻出しが表示されるようになる。
2021年10月2日から土曜版のお天気キャスターに佐藤圭一が加入。これまでの手塚と隔週交代で担当する。10月3日から、日曜版のお天気キャスターも千種ゆり子から津田紗矢佳と久能木百香に交代し、隔週で担当する。更に10月10日から、日曜版の男性キャスターが山口から斎藤康貴に交代。これにより日曜版は八木がメイン格に昇格。
2023年7月8日から土曜版のキャスターは、これまでの上山・菅原から日曜版のキャスターと兼務する形で八木・斎藤に交代。

### 年末年始の対応
年末年始は平日・土曜・日曜問わず、『ANNスーパーJチャンネル』として放送。
平日は通常の平日版の出演者は休みとなり、代わってテレビ朝日のアナウンサー2人が日替わり交代で出演する。放送時間は日によって異なる（枠は30分が基本だが、特集を組む場合は60分の放送になる。元日については17:45 - 18:00の15分枠で放送した年もある）。
ローカル枠を差し替えなしにする局・ニュース部分のみローカル差し替えとする局もあるため、関東ローカル枠の天気コーナーはそれらの局に配慮して全国の予報になる。オープニングやニュース読み上げ時のBGM、テロップは基本的に週末版（2016年4月2日までと2019年10月5日以降は『ANNスーパーJチャンネル』）仕様のものとなり、ニュースルームからの放送になる。
年末年始関わらず、土曜日・日曜日に関しては通常の週末版の出演者が担当。2015年度・2016年度に関しては、日曜日は『報道ステーション SUNDAY』の出演者 が担当していた。また、日曜版第2期終了後の2018年12月30日にも年末特別編成に伴う『サンデーステーション』休止の代替として18:00 - 18:30に当番組が放送された。
なお、番組初年度の1997年末から1998年始は、番組自体を休止し『ANNニュース』として放送したほか、2000年の元日は『24時間地球大騒ぎ!!カウントダウン2000』放送のため休止となった（同番組内でANNニュースを放送）。

## 放送時間
全て日本時間。ANN枠以外はテレビ朝日（関東地区）における放送時間を記す。
| 期間      | 期間       | 月曜日 - 金曜日         | 月曜日 - 金曜日         | 月曜日 - 金曜日        | 土曜日                 | 日曜日                 |                        |
| 期間      | 期間       | 月曜日 - 木曜日         | 金曜日                  | ANN枠                  | 土曜日                 | 日曜日                 |                        |
| --------- | ---------- | ----------------------- | ----------------------- | ---------------------- | ---------------------- | ---------------------- | ---------------------- |
| 1997.3.31 | 1997.9.26  | 17:00 - 19:00 （120分） | 17:00 - 19:00 （120分） | 18:00 - 18:29 （29分） | （放送なし）           | （放送なし）           |                        |
| 1997.9.29 | 1998.10.4  | 17:00 - 19:00 （120分） | 17:00 - 19:00 （120分） | 18:00 - 18:29 （29分） | 17:30 - 17:55 （25分） | 17:30 - 17:55 （25分） |                        |
| 1998.10.5 | 2000.3.26  | 17:00 - 19:00 （120分） | 17:00 - 19:00 （120分） | 17:54 - 18:28 （34分） | 17:30 - 17:55 （25分） | 17:30 - 17:55 （25分） |                        |
| 2000.3.27 | 2000.10.1  | 17:00 - 19:00 （120分） | 17:00 - 19:00 （120分） | 17:54 - 18:28 （34分） | （放送なし）           | 17:30 - 17:55 （25分） |                        |
| 2000.10.2 | 2005.7.3   | 16:55 - 19:00 （125分） | 16:55 - 19:00 （125分） | 17:54 - 18:17 （23分） | 17:30 - 17:55 （25分） | 17:30 - 17:55 （25分） |                        |
| 2005.7.4  | 2006.4.2   | 16:54 - 19:00 （126分） | 16:54 - 19:00 （126分） | 17:54 - 18:17 （23分） | 17:30 - 17:55 （25分） | 17:30 - 17:55 （25分） |                        |
| 2006.4.3  | 2012.3.11  | 16:53 - 19:00 （127分） | 16:53 - 19:00 （127分） | 17:54 - 18:17 （23分） | 17:30 - 17:55 （25分） | 17:30 - 17:55 （25分） |                        |
| 2012.3.12 | 2012.9.30  | 16:53 - 19:00 （127分） | 16:53 - 19:00 （127分） | 17:54 - 18:15 （21分） | 17:30 - 17:55 （25分） | 17:30 - 17:55 （25分） |                        |
| 2012.10.1 | 2013.3.31  | 16:53 - 19:00 （127分） | 16:53 - 19:00 （127分） | 17:54 - 18:15 （21分） | 17:30 - 18:00 （30分） | 17:30 - 17:55 （25分） |                        |
| 2013.4.1  | 2015.2.1   | 16:53 - 19:00 （127分） | 16:53 - 19:00 （127分） | 17:54 - 18:15 （21分） | 17:30 - 18:00 （30分） | 17:30 - 18:00 （30分） |                        |
| 2015.2.2  | 2015.3.29  | 16:53 - 19:00 （127分） | 16:53 - 19:00 （127分） | 17:53 - 18:15 （22分） | 17:30 - 18:00 （30分） | 17:30 - 18:00 （30分） |                        |
| 2015.3.30 | 2016.4.2   | 16:50 - 19:00 （130分） | 15:50 - 19:00 （190分） | 17:53 - 18:15 （22分） | 17:30 - 18:00 （30分） | （放送なし）           |                        |
| 2016.4.4  | 2017.4.1   | 16:50 - 19:00 （130分） | 15:50 - 19:00 （190分） | 17:53 - 18:15 （22分） | 16:30 - 18:00 （90分） | （放送なし）           |                        |
| 2017.4.3  | 2018.3.25  | 16:50 - 19:00 （130分） | 16:50 - 19:00 （130分） | 17:53 - 18:15 （22分） | 16:30 - 18:00 （90分） | 17:30 - 18:00 （30分） |                        |
| 2018.3.26 | 2019.9.28  | 16:50 - 19:00 （130分） | 16:50 - 19:00 （130分） | 17:53 - 18:15 （22分） | 16:30 - 18:00 （90分） | （放送なし）           |                        |
| 2019.9.30 | 2020.3.28  | 16:50 - 19:00 （130分） | 16:50 - 19:00 （130分） | 17:53 - 18:15 （22分） | 17:30 - 18:00 （30分） | （放送なし）           |                        |
| 2020.3.30 | 2020.10.3  | 16:40 - 19:00 （140分） | 16:40 - 19:00 （140分） | 17:50 - 18:15 （25分） | 17:30 - 18:00 （30分） | （放送なし）           |                        |
| 2020.10.4 | 2020.10.31 | 16:40 - 18:45 （125分） | 16:40 - 18:45 （125分） | 17:50 - 18:15 （25分） | 17:30 - 18:00 （30分） | 17:25 - 18:00 （35分） |                        |
| 2020.11.1 | 2021.10.3  | 16:40 - 18:45 （125分） | 16:40 - 18:45 （125分） | 17:50 - 18:15 （25分） | 17:30 - 18:00 （30分） | 17:30 - 18:00 （30分） | 17:30 - 18:00 （30分） |
| 2021.10.4 | 2023.10.1  | 16:45 - 19:00 （135分） | 16:45 - 18:50 （125分） | 17:50 - 18:15 （25分） | 17:30 - 18:00 （30分） | 17:30 - 18:00 （30分） | 17:30 - 18:00 （30分） |
| 2023.10.2 | 現在       | 16:48 - 19:00 （132分） | 16:48 - 18:50 （122分） | 17:50 - 18:15 （25分） | 17:30 - 18:00 （30分） | 17:30 - 18:00 （30分） | 17:30 - 18:00 （30分） |

## 現在の出演者
表記されていない人物はテレビ朝日アナウンサー。

### 平日版
| 月曜                                   | 火曜             | 水曜             | 木曜             | 金曜                                   |
| メインキャスター                       | メインキャスター | メインキャスター | メインキャスター | メインキャスター                       |
| -------------------------------------- | ---------------- | ---------------- | ---------------- | -------------------------------------- |
| 井澤健太朗 森山みなみ                  |                  |                  |                  |                                        |
| プレゼンター・フィールドリポーター     |                  |                  |                  |                                        |
| 久保田直子                             | 久保田直子       | 久保田直子       | 久保田直子       | （不在）                               |
| 佐々木快                               |                  |                  |                  |                                        |
| 田原萌々                               |                  |                  |                  |                                        |
| お天気キャスター                       |                  |                  |                  |                                        |
| 今村涼子                               | 今村涼子         | 今村涼子         | 今村涼子         | 手塚悠介                               |
| （不在）                               | （不在）         | （不在）         | （不在）         | ゴーちゃん。（テレビ朝日キャラクター） |
| 「きょうの新着ニュース」取材           |                  |                  |                  |                                        |
| 野口香織（リポーター）                 |                  |                  |                  |                                        |
| 特集取材                               |                  |                  |                  |                                        |
| 宮脇理恵子（タレント） 久野知美 川村綾 |                  |                  |                  |                                        |
| ナレーター                             |                  |                  |                  |                                        |
| 浜田治貴                               | 橋本昌也         | 浜田治貴         | 橋本昌也         | 高田べん                               |
| 夕城千佳                               | 谷口恵美         | 夕城千佳         | 夕城千佳         | 谷口恵美                               |
| 田坂秀樹                               |                  |                  |                  |                                        |

### 週末版
| 土曜                 | 日曜             |
| メインキャスター     | メインキャスター |
| -------------------- | ---------------- |
| 八木麻紗子 斎藤康貴  |                  |
| フィールドキャスター |                  |
| 駒見直音             |                  |
| お天気キャスター     |                  |
| 手塚悠介             | 津田紗矢佳       |
| 佐藤圭一             | 久能木百香       |

## 歴代出演者

### 平日版

#### メインキャスター
| 期間 | 期間       | 男性       | 男性       | 男性       | 男性       | 男性                 | 女性                | 女性                | 女性                | 女性                | 女性       |
| 期間 | 期間       | 月         | 火         | 水         | 木         | 金                   | 月                  | 火                  | 水                  | 木                  | 金         |
| --- | ---------- | ---------- | ---------- | ---------- | ---------- | -------------------- | ------------------- | ------------------- | ------------------- | ------------------- | ---------- |
| 1997.3.31 | 1997.6.27  | 石田純一   | 石田純一   | 石田純一   | 石田純一   | 田代まさし           | 高橋真紀子          | 高橋真紀子          | 高橋真紀子          | 高橋真紀子          | 高橋真紀子 |
| 1997.6.30 | 1998.4.3   | 石田純一   | 石田純一   | 石田純一   | 石田純一   | 田代まさし           | 高橋真紀子          | 高橋真紀子          | 高橋真紀子          | 高橋真紀子          | 萩野志保子 |
| 1998.4.6 | 1998.10.2  | 坪井直樹   | 坪井直樹   | 坪井直樹   | 坪井直樹   | 田代まさし           | 小宮悦子            | 小宮悦子            | 小宮悦子            | 小宮悦子            | 萩野志保子 |
| 1998.10.5 | 2010.3.26  | 坪井直樹   | 坪井直樹   | 坪井直樹   | 坪井直樹   | 坪井直樹             | 小宮悦子            | 小宮悦子            | 小宮悦子            | 小宮悦子            | 小宮悦子   |
| 2010.3.29 | 2013.3.29  | 渡辺宜嗣   | 渡辺宜嗣   | 渡辺宜嗣   | 渡辺宜嗣   | 渡辺宜嗣             | 上山千穂            | 上山千穂            | 上山千穂            | 上山千穂            | 上山千穂   |
| 2013.4.1 | 2015.3.27  | 渡辺宜嗣   | 渡辺宜嗣   | 渡辺宜嗣   | 渡辺宜嗣   | 渡辺宜嗣             | 八木麻紗子          | 八木麻紗子          | 八木麻紗子          | 八木麻紗子          | 八木麻紗子 |
| 2015.3.30 | 2016.4.1   | 渡辺宜嗣   | 渡辺宜嗣   | 渡辺宜嗣   | 渡辺宜嗣   | 渡辺宜嗣1 平石直之2  | 竹内由恵            | 竹内由恵            | 竹内由恵            | 竹内由恵            | 竹内由恵   |
| 2016.4.4 | 2017.3.31  | 渡辺宜嗣   | 渡辺宜嗣   | 渡辺宜嗣   | 渡辺宜嗣   | 渡辺宜嗣1 山口豊2・3 | 竹内由恵            | 竹内由恵            | 竹内由恵            | 竹内由恵            | 竹内由恵   |
| 2017.4.3 | 2018.9.28  | 渡辺宜嗣   | 渡辺宜嗣   | 渡辺宜嗣   | 渡辺宜嗣   | 渡辺宜嗣             | 竹内由恵            | 竹内由恵            | 竹内由恵            | 竹内由恵            | 竹内由恵   |
| 2018.10.1 | 2020.4.17  | 渡辺宜嗣   | 渡辺宜嗣   | 渡辺宜嗣   | 渡辺宜嗣   | 渡辺宜嗣             | 林美沙希            | 林美沙希            | 林美沙希            | 林美沙希            | 林美沙希   |
| 2020.4.20 | 2020.9.25  | 渡辺宜嗣   | 渡辺宜嗣   | 渡辺宜嗣   | 菅原知弘   | 菅原知弘             | 林美沙希            | 林美沙希            | 林美沙希            | 大木優紀            | 大木優紀   |
| 2020.9.28 | 2020.10.2  | 渡辺宜嗣   | 渡辺宜嗣   | 渡辺宜嗣   | 渡辺宜嗣   | 渡辺宜嗣             | 林美沙希            | 林美沙希            | 林美沙希            | 林美沙希            | 林美沙希   |
| 2020.10.5 | 2021.10.1  | 小松靖     | 小松靖     | 小松靖     | 小松靖     | 小松靖               | 林美沙希            | 林美沙希            | 林美沙希            | 林美沙希            | 林美沙希   |
| 2021.10.4 | 2023.3.31  | 小松靖     | 小松靖     | 小松靖     | 小松靖     | 小松靖               | 松尾由美子          | 松尾由美子 森川夕貴 | 松尾由美子 森川夕貴 | 松尾由美子 森川夕貴 | 森川夕貴   |
| 2023.4.3 | 2023.12.27 | 小松靖     | 小松靖     | 小松靖     | 小松靖     | 小松靖               | 松尾由美子 森川夕貴 | 松尾由美子 森川夕貴 | 松尾由美子 森川夕貴 | 松尾由美子 森川夕貴 | 森川夕貴   |
| 2024.1.4 | 2024.3.22  | 井澤健太朗 | 井澤健太朗 | 井澤健太朗 | 井澤健太朗 | 井澤健太朗           | 森川夕貴            | 森川夕貴            | 森川夕貴            | 森川夕貴            | 森川夕貴   |
| 2024.3.25 | 2024.3.29  | 井澤健太朗 | 井澤健太朗 | 井澤健太朗 | 井澤健太朗 | 井澤健太朗           | （不在）4           | （不在）4           | （不在）4           | （不在）4           | （不在）4  |
| 2024.4.1 | 2025.1.31  | 井澤健太朗 | 井澤健太朗 | 井澤健太朗 | 井澤健太朗 | 井澤健太朗           | 森山みなみ          | 森山みなみ          | 森山みなみ          | 森山みなみ          | 森山みなみ |
| 2025.2.3 | 2025.3.28  | 佐々木快5  | 佐々木快5  | 佐々木快5  | 佐々木快5  | 佐々木快5            | 森山みなみ          | 森山みなみ          | 森山みなみ          | 森山みなみ          | 森山みなみ |
| 2025.3.31 | 現在       | 井澤健太朗 | 井澤健太朗 | 井澤健太朗 | 井澤健太朗 | 井澤健太朗           | 森山みなみ          | 森山みなみ          | 森山みなみ          | 森山みなみ          | 森山みなみ |
| - 石田・田代・小宮以外は、出演当時の者を含めて全員テレビ朝日アナウンサー。 （その内、渡辺は2014年12月まではテレビ朝日アナウンサー） - 1 16時台はトップニュースまでの出演。 - 2 16時台のメインを担当。 - 3 土曜版を兼務。 - 4 森山が就任するまでの繋ぎとしてプレゼンターが代行。 - 5 井澤の育休中の代役。 |            |            |            |            |            |                      |                     |                     |                     |                     |            |

#### サブキャスター（ - 2023年12月）→プレゼンター（2024年1月 - ）
| 期間 | 期間       | 月                                  | 火                                             | 水                                    | 木                                             | 金                                             |
| --- | ---------- | ----------------------------------- | ---------------------------------------------- | ------------------------------------- | ---------------------------------------------- | ---------------------------------------------- |
| 1997.3.31 | 1998.4.3   | 坪井直樹1                           | 坪井直樹1                                      | 坪井直樹1                             | 坪井直樹1                                      | 坪井直樹1                                      |
| 1998.4.6 | 1998.10.2  | 高橋真紀子                          | 高橋真紀子                                     | 高橋真紀子                            | 高橋真紀子                                     | 高橋真紀子                                     |
| 1998.10.5 | 1999.10.1  | 田中滋実                            | 田中滋実                                       | 田中滋実                              | 田中滋実                                       | 田中滋実 寺田理恵子                            |
| 1999.10.4 | 2000.3.31  | 川瀬眞由美                          | 川瀬眞由美                                     | 川瀬眞由美                            | 寺田理恵子                                     | 寺田理恵子                                     |
| 2000.4.3 | 2002.10.4  | 川瀬眞由美2 佐藤紀子2 勝恵子2       | 川瀬眞由美2 佐藤紀子2 勝恵子2                  | 川瀬眞由美2 佐藤紀子2 勝恵子2         | 川瀬眞由美2 佐藤紀子2 勝恵子2                  | 川瀬眞由美2 佐藤紀子2 勝恵子2                  |
| 2002.10.7 | 2003.5.30  | 丸川珠代3                           | 丸川珠代3                                      | 丸川珠代3                             | 丸川珠代3                                      | 丸川珠代3                                      |
| 2003.6.2 | 2004.4.2   | 武内絵美                            | 武内絵美                                       | 武内絵美                              | 松尾由美子                                     | 松尾由美子                                     |
| 2004.4.5 | 2005.4.1   | 松尾由美子4                         | 松尾由美子4                                    | 松尾由美子4                           | 武内絵美4                                      | 武内絵美4                                      |
| 2005.4.4 | 2006.3.31  | 大木優紀                            | 大木優紀                                       | 大木優紀                              | 松尾由美子                                     | 松尾由美子                                     |
| 2006.4.3 | 2009.3.27  | 松尾由美子                          | 松尾由美子                                     | 松尾由美子                            | 矢島悠子                                       | 矢島悠子                                       |
| 2009.3.30 | 2010.3.26  | 松尾由美子                          | 松尾由美子                                     | 松尾由美子                            | 八木麻紗子                                     | 八木麻紗子                                     |
| 2010.3.29 | 2011.4.1   | 平石直之                            | 平石直之                                       | 八木麻紗子                            | 八木麻紗子                                     | 八木麻紗子                                     |
| 2011.4.4 | 2013.3.29  | 加藤真輝子                          | 加藤真輝子                                     | 八木麻紗子                            | 八木麻紗子                                     | 八木麻紗子                                     |
| 2013.4.1 | 2016.4.1   | 加藤真輝子                          | 加藤真輝子                                     | 加藤真輝子                            | 板倉朋希5                                      | 板倉朋希5                                      |
| 2016.4.4 | 2017.3.31  | 加藤真輝子                          | 加藤真輝子                                     | 加藤真輝子                            | 林美沙希                                       | 林美沙希                                       |
| 2017.4.3 | 2018.9.28  | 斎藤康貴                            | 菅原知弘                                       | 林美沙希                              | 林美沙希                                       | 林美沙希                                       |
| 2018.10.1 | 2020.3.27  | 山崎弘喜                            | 菅原知弘                                       | 菅原知弘                              | 菅原知弘                                       | 山崎弘喜                                       |
| 2020.3.30 | 2020.4.17  | 菅原知弘                            | 菅原知弘                                       | 菅原知弘                              | 菅原知弘                                       | 菅原知弘                                       |
| 2020.4.20 | 2020.9.25  | （不在）                            | （不在）                                       | （不在）                              | （不在）                                       | （不在）                                       |
| 2020.9.28 | 2020.10.2  | 菅原知弘 大木優紀                   | 菅原知弘 大木優紀                              | 菅原知弘 大木優紀                     | 菅原知弘 大木優紀                              | 菅原知弘 大木優紀                              |
| 2020.10.5 | 2023.12.27 | （不在）                            | （不在）                                       | （不在）                              | （不在）                                       | （不在）                                       |
| 2024.1.4 | 2024.3.29  | 山木翔遥 佐々木快 田原萌々          | 山木翔遥 佐々木快 田原萌々 桝田沙也香          | 山木翔遥 佐々木快 桝田沙也香          | 山木翔遥 佐々木快 田原萌々 桝田沙也香          | 山木翔遥 佐々木快 田原萌々 桝田沙也香          |
| 2024.4.1 | 2025.3.28  | 久冨慶子 山木翔遥 佐々木快 田原萌々 | 久冨慶子 山木翔遥 桝田沙也香 佐々木快 田原萌々 | 久冨慶子 山木翔遥 桝田沙也香 佐々木快 | 久冨慶子 山木翔遥 桝田沙也香 佐々木快 田原萌々 | 久冨慶子 山木翔遥 桝田沙也香 佐々木快 田原萌々 |
| 2025.3.31 | 2025.5.30  | 久保田直子 佐々木快 田原萌々        | 久冨慶子 佐々木快 田原萌々                     | 久冨慶子 佐々木快 田原萌々            | 久保田直子 佐々木快 田原萌々                   | 佐々木快 田原萌々                              |
| 2025.6.2 | 現在       | 久保田直子 佐々木快 田原萌々        | 久保田直子 佐々木快 田原萌々                   | 久保田直子 佐々木快 田原萌々          | 久保田直子 佐々木快 田原萌々                   | 佐々木快 田原萌々                              |
| - 寺田・勝以外は、出演当時の者を含めて全員テレビ朝日アナウンサー。 - 1 『ステーションEYE』から続投。 - 2 交代で出演。 - 3 小宮の休暇時代理も務めた。 - 4 武内の『報道ステーション』担当に伴う変更。 - 5 2015年10月より『ワイド!スクランブル』のニュースキャスターを兼務。 |            |                                     |                                                |                                       |                                                |                                                |

#### コーナー担当キャスター
| 期間 | 期間       | 全国ニュース | 全国ニュース | 全国ニュース | 全国ニュース | 全国ニュース                   | スポーツ                   | スポーツ                   | スポーツ                   | スポーツ                   | スポーツ                   | お天気                       | ニュース1                           | ニュース1                                      | ニュース1                             | ニュース1                                      | ニュース1                                        |
| 期間 | 期間       | 月           | 火           | 水           | 木           | 金                             | 月                         | 火                         | 水                         | 木                         | 金                         | お天気                       | 月                                  | 火                                             | 水                                    | 木                                             | 金                                               |
| --- | ---------- | ------------ | ------------ | ------------ | ------------ | ------------------------------ | -------------------------- | -------------------------- | -------------------------- | -------------------------- | -------------------------- | ---------------------------- | ----------------------------------- | ---------------------------------------------- | ------------------------------------- | ---------------------------------------------- | ------------------------------------------------ |
| 1997.3.31 | 1998.4.3   | （不在）2    | （不在）2    | （不在）2    | （不在）2    | 渡辺興二郎 戸野本優子 坪井直樹 | 荒木大輔3                  | 荒木大輔3                  | 荒木大輔3                  | 荒木大輔3                  | 田中光3                    | 源さん4 なたねちゃん4        | （不在）                            | （不在）                                       | （不在）                              | （不在）                                       | （不在）                                         |
| 1998.4.6 | 1998.10.2  | （不在）2    | （不在）2    | （不在）2    | （不在）2    | 松苗慎一郎 大下容子            | （シフト勤務）5 ↓ （廃止） | （シフト勤務）5 ↓ （廃止） | （シフト勤務）5 ↓ （廃止） | （シフト勤務）5 ↓ （廃止） | （シフト勤務）5 ↓ （廃止） | 源さん4 なたねちゃん4 依田司 | （不在）                            | （不在）                                       | （不在）                              | （不在）                                       | （不在）                                         |
| 1998.10.5 | 2005.4.1   | （廃止）2    | （廃止）2    | （廃止）2    | （廃止）2    | （廃止）2                      | （シフト勤務）5 ↓ （廃止） | （シフト勤務）5 ↓ （廃止） | （シフト勤務）5 ↓ （廃止） | （シフト勤務）5 ↓ （廃止） | （シフト勤務）5 ↓ （廃止） | 依田司                       | （不在）                            | （不在）                                       | （不在）                              | （不在）                                       | （不在）                                         |
| 2005.4.4 | 2009.9.25  | （廃止）2    | （廃止）2    | （廃止）2    | （廃止）2    | （廃止）2                      | （シフト勤務）5 ↓ （廃止） | （シフト勤務）5 ↓ （廃止） | （シフト勤務）5 ↓ （廃止） | （シフト勤務）5 ↓ （廃止） | （シフト勤務）5 ↓ （廃止） | 今村涼子                     | （不在）                            | （不在）                                       | （不在）                              | （不在）                                       | （不在）                                         |
| 2009.9.28 | 2010.10.1  | （廃止）2    | （廃止）2    | （廃止）2    | （廃止）2    | （廃止）2                      | （シフト勤務）5 ↓ （廃止） | （シフト勤務）5 ↓ （廃止） | （シフト勤務）5 ↓ （廃止） | （シフト勤務）5 ↓ （廃止） | （シフト勤務）5 ↓ （廃止） | 今村涼子                     | （シフト勤務）6                     | （シフト勤務）6                                | （シフト勤務）6                       | （シフト勤務）6                                | （シフト勤務）6                                  |
| 2010.10.4 | 2011.4.1   | （廃止）2    | （廃止）2    | （廃止）2    | （廃止）2    | （廃止）2                      | （シフト勤務）5 ↓ （廃止） | （シフト勤務）5 ↓ （廃止） | （シフト勤務）5 ↓ （廃止） | （シフト勤務）5 ↓ （廃止） | （シフト勤務）5 ↓ （廃止） | 今村涼子                     | 松尾由美子                          | 松尾由美子                                     | 松尾由美子                            | 松尾由美子                                     | 松尾由美子                                       |
| 2011.4.4 | 2013.3.29  | （廃止）2    | （廃止）2    | （廃止）2    | （廃止）2    | （廃止）2                      | （シフト勤務）5 ↓ （廃止） | （シフト勤務）5 ↓ （廃止） | （シフト勤務）5 ↓ （廃止） | （シフト勤務）5 ↓ （廃止） | （シフト勤務）5 ↓ （廃止） | 今村涼子                     | 大木優紀                            | 大木優紀                                       | 大木優紀                              | 大木優紀                                       | 大木優紀                                         |
| 2013.4.1 | 2013.11.29 | （廃止）2    | （廃止）2    | （廃止）2    | （廃止）2    | （廃止）2                      | （シフト勤務）5 ↓ （廃止） | （シフト勤務）5 ↓ （廃止） | （シフト勤務）5 ↓ （廃止） | （シフト勤務）5 ↓ （廃止） | （シフト勤務）5 ↓ （廃止） | 今村涼子                     | 堂真理子                            | 堂真理子                                       | 堂真理子                              | 堂真理子                                       | 堂真理子                                         |
| 2013.12.2 | 2014.3.28  | （廃止）2    | （廃止）2    | （廃止）2    | （廃止）2    | （廃止）2                      | （シフト勤務）5 ↓ （廃止） | （シフト勤務）5 ↓ （廃止） | （シフト勤務）5 ↓ （廃止） | （シフト勤務）5 ↓ （廃止） | （シフト勤務）5 ↓ （廃止） | 今村涼子                     | （不在）7                           | （不在）7                                      | （不在）7                             | （不在）7                                      | （不在）7                                        |
| 2014.3.31 | 2015.9.25  | （廃止）2    | （廃止）2    | （廃止）2    | （廃止）2    | （廃止）2                      | （シフト勤務）5 ↓ （廃止） | （シフト勤務）5 ↓ （廃止） | （シフト勤務）5 ↓ （廃止） | （シフト勤務）5 ↓ （廃止） | （シフト勤務）5 ↓ （廃止） | 今村涼子                     | 大木優紀                            | 大木優紀                                       | 大木優紀                              | 大木優紀                                       | 大木優紀                                         |
| 2015.9.28 | 2017.3.31  | （廃止）2    | （廃止）2    | （廃止）2    | （廃止）2    | （廃止）2                      | （シフト勤務）5 ↓ （廃止） | （シフト勤務）5 ↓ （廃止） | （シフト勤務）5 ↓ （廃止） | （シフト勤務）5 ↓ （廃止） | （シフト勤務）5 ↓ （廃止） | 今村涼子                     | 堂真理子                            | 堂真理子                                       | 堂真理子                              | 堂真理子                                       | 堂真理子                                         |
| 2017.4.3 | 2018.9.28  | （廃止）2    | （廃止）2    | （廃止）2    | （廃止）2    | （廃止）2                      | （シフト勤務）5 ↓ （廃止） | （シフト勤務）5 ↓ （廃止） | （シフト勤務）5 ↓ （廃止） | （シフト勤務）5 ↓ （廃止） | （シフト勤務）5 ↓ （廃止） | 今村涼子                     | 堂真理子                            | 久冨慶子                                       | 久冨慶子                              | 久冨慶子                                       | 堂真理子                                         |
| 2018.10.1 | 2019.3.29  | （廃止）2    | （廃止）2    | （廃止）2    | （廃止）2    | （廃止）2                      | （シフト勤務）5 ↓ （廃止） | （シフト勤務）5 ↓ （廃止） | （シフト勤務）5 ↓ （廃止） | （シフト勤務）5 ↓ （廃止） | （シフト勤務）5 ↓ （廃止） | 今村涼子                     | 紀真耶                              | 久冨慶子                                       | 久冨慶子                              | 久冨慶子                                       | 紀真耶                                           |
| 2019.4.1 | 2019.9.27  | （廃止）2    | （廃止）2    | （廃止）2    | （廃止）2    | （廃止）2                      | （シフト勤務）5 ↓ （廃止） | （シフト勤務）5 ↓ （廃止） | （シフト勤務）5 ↓ （廃止） | （シフト勤務）5 ↓ （廃止） | （シフト勤務）5 ↓ （廃止） | 今村涼子                     | 林美桜 大木優紀                     | 久冨慶子 大木優紀                              | 久冨慶子 桝田沙也香                   | 久冨慶子 紀真耶                                | 紀真耶                                           |
| 2019.9.30 | 2020.3.27  | （廃止）2    | （廃止）2    | （廃止）2    | （廃止）2    | （廃止）2                      | （シフト勤務）5 ↓ （廃止） | （シフト勤務）5 ↓ （廃止） | （シフト勤務）5 ↓ （廃止） | （シフト勤務）5 ↓ （廃止） | （シフト勤務）5 ↓ （廃止） | 今村涼子                     | 紀真耶 大木優紀                     | 久冨慶子 大木優紀                              | 久冨慶子 桝田沙也香                   | 紀真耶 林美桜                                  | 紀真耶 林美桜                                    |
| 2020.3.30 | 2020.4.17  | （廃止）2    | （廃止）2    | （廃止）2    | （廃止）2    | （廃止）2                      | （シフト勤務）5 ↓ （廃止） | （シフト勤務）5 ↓ （廃止） | （シフト勤務）5 ↓ （廃止） | （シフト勤務）5 ↓ （廃止） | （シフト勤務）5 ↓ （廃止） | 今村涼子                     | 大木優紀 紀真耶                     | 大木優紀 紀真耶                                | 大木優紀 林美桜                       | 大木優紀 林美桜                                | 大木優紀 林美桜                                  |
| 2020.4.20 | 2020.9.25  | （廃止）2    | （廃止）2    | （廃止）2    | （廃止）2    | （廃止）2                      | （シフト勤務）5 ↓ （廃止） | （シフト勤務）5 ↓ （廃止） | （シフト勤務）5 ↓ （廃止） | （シフト勤務）5 ↓ （廃止） | （シフト勤務）5 ↓ （廃止） | 今村涼子                     | 桝田沙也香 山崎弘喜                 | 桝田沙也香 山崎弘喜                            | 桝田沙也香 山崎弘喜                   | 林美桜 柳下圭佑                                | 林美桜 柳下圭佑                                  |
| 2020.9.28 | 2020.10.2  | （廃止）2    | （廃止）2    | （廃止）2    | （廃止）2    | （廃止）2                      | （シフト勤務）5 ↓ （廃止） | （シフト勤務）5 ↓ （廃止） | （シフト勤務）5 ↓ （廃止） | （シフト勤務）5 ↓ （廃止） | （シフト勤務）5 ↓ （廃止） | 今村涼子                     | 大木優紀 菅原知弘                   | 大木優紀 菅原知弘                              | 大木優紀 菅原知弘                     | 大木優紀 菅原知弘                              | 大木優紀 菅原知弘                                |
| 2020.10.5 | 2021.10.1  | （廃止）2    | （廃止）2    | （廃止）2    | （廃止）2    | （廃止）2                      | （シフト勤務）5 ↓ （廃止） | （シフト勤務）5 ↓ （廃止） | （シフト勤務）5 ↓ （廃止） | （シフト勤務）5 ↓ （廃止） | （シフト勤務）5 ↓ （廃止） | 今村涼子                     | 大木優紀 田中萌                     | 大木優紀 田中萌                                | 大木優紀 林美桜                       | 大木優紀 林美桜                                | 大木優紀 田中萌                                  |
| 2021.10.4 | 2021.12.29 | （廃止）2    | （廃止）2    | （廃止）2    | （廃止）2    | （廃止）2                      | （シフト勤務）5 ↓ （廃止） | （シフト勤務）5 ↓ （廃止） | （シフト勤務）5 ↓ （廃止） | （シフト勤務）5 ↓ （廃止） | （シフト勤務）5 ↓ （廃止） | 今村涼子                     | 柳下圭佑 田原萌々                   | 柳下圭佑 田原萌々                              | 柳下圭佑 田原萌々                     | 柳下圭佑 田原萌々                              | 柳下圭佑 田原萌々8 桝田沙也香8                   |
| 2022.1.4 | 2022.7.1   | （廃止）2    | （廃止）2    | （廃止）2    | （廃止）2    | （廃止）2                      | （シフト勤務）5 ↓ （廃止） | （シフト勤務）5 ↓ （廃止） | （シフト勤務）5 ↓ （廃止） | （シフト勤務）5 ↓ （廃止） | （シフト勤務）5 ↓ （廃止） | 今村涼子                     | 柳下圭佑 田原萌々 桝田沙也香        | 柳下圭佑 田原萌々                              | 柳下圭佑 田原萌々                     | 柳下圭佑 田原萌々                              | 柳下圭佑 田原萌々8 桝田沙也香8                   |
| 2022.7.4 | 2023.12.29 | （廃止）2    | （廃止）2    | （廃止）2    | （廃止）2    | （廃止）2                      | （シフト勤務）5 ↓ （廃止） | （シフト勤務）5 ↓ （廃止） | （シフト勤務）5 ↓ （廃止） | （シフト勤務）5 ↓ （廃止） | （シフト勤務）5 ↓ （廃止） | 今村涼子                     | 柳下圭佑 田原萌々                   | 柳下圭佑 田原萌々                              | 柳下圭佑                              | 柳下圭佑 田原萌々8                             | 柳下圭佑 田原萌々8                               |
| 2024.1.4 | 2024.3.29  | （廃止）2    | （廃止）2    | （廃止）2    | （廃止）2    | （廃止）2                      | （シフト勤務）5 ↓ （廃止） | （シフト勤務）5 ↓ （廃止） | （シフト勤務）5 ↓ （廃止） | （シフト勤務）5 ↓ （廃止） | （シフト勤務）5 ↓ （廃止） | 今村涼子                     | 山木翔遥 佐々木快 田原萌々          | 山木翔遥 佐々木快 桝田沙也香 田原萌々          | 山木翔遥 佐々木快 桝田沙也香          | 山木翔遥 佐々木快 桝田沙也香 田原萌々          | 山木翔遥 佐々木快 桝田沙也香8 田原萌々8          |
| 2024.4.1 | 2025.3.28  | （廃止）2    | （廃止）2    | （廃止）2    | （廃止）2    | （廃止）2                      | （シフト勤務）5 ↓ （廃止） | （シフト勤務）5 ↓ （廃止） | （シフト勤務）5 ↓ （廃止） | （シフト勤務）5 ↓ （廃止） | （シフト勤務）5 ↓ （廃止） | 今村涼子                     | 久冨慶子 山木翔遥 佐々木快 田原萌々 | 久冨慶子 山木翔遥 桝田沙也香 佐々木快 田原萌々 | 久冨慶子 山木翔遥 桝田沙也香 佐々木快 | 久冨慶子 山木翔遥 桝田沙也香 佐々木快 田原萌々 | 久冨慶子 山木翔遥 桝田沙也香8 佐々木快 田原萌々8 |
| 2025.3.31 | 2025.5.30  | （廃止）2    | （廃止）2    | （廃止）2    | （廃止）2    | （廃止）2                      | （シフト勤務）5 ↓ （廃止） | （シフト勤務）5 ↓ （廃止） | （シフト勤務）5 ↓ （廃止） | （シフト勤務）5 ↓ （廃止） | （シフト勤務）5 ↓ （廃止） | 今村涼子9 手塚悠介10         | 久保田直子 佐々木快 田原萌々        | 久冨慶子 佐々木快 田原萌々                     | 久冨慶子 佐々木快 田原萌々            | 久保田直子 佐々木快 田原萌々                   | 佐々木快 田原萌々                                |
| 2025.6.2 | 現在       | （廃止）2    | （廃止）2    | （廃止）2    | （廃止）2    | （廃止）2                      | （シフト勤務）5 ↓ （廃止） | （シフト勤務）5 ↓ （廃止） | （シフト勤務）5 ↓ （廃止） | （シフト勤務）5 ↓ （廃止） | （シフト勤務）5 ↓ （廃止） | 今村涼子9 手塚悠介10         | 久保田直子 佐々木快 田原萌々        | 久保田直子 佐々木快 田原萌々                   | 久保田直子 佐々木快 田原萌々          | 久保田直子 佐々木快 田原萌々                   | 佐々木快 田原萌々                                |
| - 渡辺・戸野本・荒木・田中・依田・今村以外は、出演当時の者を含めて全員テレビ朝日アナウンサー。 - 1 18時台ローカルパートのニュースコーナーを担当。コーナー名の変遷は#放送内容月-金曜日版の主なコーナーを参照。 - 2 メインキャスターやサブキャスターが担当。 - 3 萩野志保子や吉元潤子がサポート役を担当。 - 4 CGキャラクター。詳細は#過去天気予報の項目を参照。 - 5 同局アナウンサーやフリーアナウンサーが持ち回りで担当（詳細は不明）。 - 6 リポーターが日替わりで担当。 - 7 サブキャスターが担当。 - 8 隔週で出演。 - 9 月曜 - 木曜担当。 - 10 金曜担当。 |            |              |              |              |              |                                |                            |                            |                            |                            |                            |                              |                                     |                                                |                                       |                                                |                                                  |

#### コメンテーター
| 期間      | 期間       | 月                       | 火                       | 水                       | 木                       | 金                       |
| --------- | ---------- | ------------------------ | ------------------------ | ------------------------ | ------------------------ | ------------------------ |
| 1997.3.31 | 1998.4.3   | 渡辺興二郎               | 渡辺興二郎               | 渡辺興二郎               | 渡辺興二郎               | 渡辺興二郎               |
| 1998.4.6  | 2002.10.4  | 和田俊 山田厚史 轡田隆史 | 和田俊 山田厚史 轡田隆史 | 和田俊 山田厚史 轡田隆史 | 和田俊 山田厚史 轡田隆史 | 和田俊 山田厚史 轡田隆史 |
| 2002.10.7 | 2004.3.26  | 轡田隆史                 | 大谷昭宏                 | 大谷昭宏                 | 轡田隆史                 | 川村晃司                 |
| 2004.3.29 | 2008.9.26  | 轡田隆史                 | 大谷昭宏                 | 大谷昭宏                 | 萩谷順                   | 川村晃司                 |
| 2008.9.29 | 2010.3.26  | 大谷昭宏                 | 大谷昭宏                 | 大谷昭宏                 | 萩谷順                   | 轡田隆史                 |
| 2010.3.29 | 2010.12.29 | 大谷昭宏                 | 大谷昭宏                 | 大谷昭宏                 | 萩谷順                   | （不在）                 |
| 2011.1.4  | 2011.4.1   | 大谷昭宏                 | 大谷昭宏                 | 大谷昭宏                 | 萩谷順                   | 若狭勝                   |
| 2011.4.4  | 2014.7.18  | 大谷昭宏                 | 大谷昭宏                 | 大谷昭宏                 | 萩谷順                   | 萩谷順                   |
| 2014.7.21 | 2014.9.26  | （不在）                 | （不在）                 | （不在）                 | 萩谷順                   | 萩谷順                   |
| 2014.9.29 | 2019.3.29  | 大谷昭宏                 | 大谷昭宏                 | 大谷昭宏                 | 萩谷順                   | 萩谷順                   |
| 2019.4.1  | 2020.10.2  | （不在）                 | （不在）                 | （不在）                 | （不在）                 | （不在）                 |
| 2020.10.5 | 2023.9.29  | 渡辺宜嗣                 | 渡辺宜嗣                 | 渡辺宜嗣                 | 渡辺宜嗣                 | 渡辺宜嗣                 |
| 2023.10.2 | 現在       | （不在）                 | （不在）                 | （不在）                 | （不在）                 | （不在）                 |

### 週末版

#### メインキャスター
| 期間 | 期間      | 男性         | 男性         | 女性           | 女性           |
| 期間 | 期間      | 土           | 日           | 土             | 日             |
| --- | --------- | ------------ | ------------ | -------------- | -------------- |
| 1997.10.4 | 1999.3.28 | 蟹瀬誠一     | 蟹瀬誠一     | 川瀬眞由美     | 川瀬眞由美     |
| 1999.4.3 | 2000.3.26 | 蟹瀬誠一     | 蟹瀬誠一     | 川北桃子       | 川北桃子       |
| 2000.4.2 | 2000.10.1 | （放送なし） | 蟹瀬誠一     | （放送なし）   | 川北桃子1      |
| 2000.10.7 | 2002.3.31 | 松井康真1    | 松井康真1    | 高橋真紀子1・2 | 高橋真紀子1・2 |
| 2002.4.6 | 2003.3.30 | 堀江政生3    | 堀江政生3    | 佐分千恵       | 佐分千恵       |
| 2003.4.5 | 2004.3.28 | 松井康真2    | 松井康真2    | 佐分千恵       | 佐分千恵       |
| 2004.4.3 | 2006.4.2  | 吉澤一彦     | 吉澤一彦     | 佐分千恵       | 佐分千恵       |
| 2006.4.8 | 2011.4.3  | 山口豊       | 山口豊       | 村上祐子       | 村上祐子       |
| 2011.4.9 | 2014.3.30 | 山口豊       | 山口豊       | 市川寛子       | 市川寛子       |
| 2014.4.5 | 2015.3.29 | 寺崎貴司     | 寺崎貴司     | 市川寛子       | 市川寛子       |
| 2015.4.4 | 2016.4.2  | 寺崎貴司     | （放送なし） | 上山千穂4      | （放送なし）   |
| 2016.4.9 | 2017.4.1  | 山口豊5      | （放送なし） | 上山千穂4      | （放送なし）   |
| 2017.4.8 | 2018.3.25 | 山口豊       | 山口豊       | 上山千穂       | 上山千穂       |
| 2018.3.31 | 2020.9.26 | 山口豊       | （放送なし） | 上山千穂       | （放送なし）   |
| 2020.10.3 | 2021.3.28 | 山口豊       | 菅原知弘     | 上山千穂       | 八木麻紗子     |
| 2021.4.3 | 2021.10.3 | 菅原知弘     | 山口豊       | 上山千穂       | 八木麻紗子     |
| 2021.10.9 | 2023.7.2  | 菅原知弘     | 斎藤康貴     | 上山千穂       | 八木麻紗子     |
| 2023.7.8 | 現在      | 斎藤康貴     | 斎藤康貴     | 八木麻紗子     | 八木麻紗子     |
| - 上記の初期キャスター陣は全員、週末版の『ステーションEYE』から続投（松井は同番組平日版より、寺崎は『ANNニュース&スポーツ』よりそれぞれ再起用）。 - 蟹瀬・堀江以外は、出演当時の者を含めて全員テレビ朝日アナウンサー。 - 1 昼の『ANNニュース』を兼任。 - 2 日曜日の『首都圏ニュース』を兼任。 - 3 朝日放送（当時）から出向。 - 4 『ANNニュース・あすの空もよう』および同日最終版のニュースを兼任（詳細は各番組のページを参照）。 - 5 金曜第1部（当時）を兼務。 |           |              |              |                |                |

#### サブキャスター・フィールドキャスター
| 期間                                                              | 期間       | サブ         | フィールド        | フィールド   |
| 期間                                                              | 期間       | 土           | 土                | 日           |
| ----------------------------------------------------------------- | ---------- | ------------ | ----------------- | ------------ |
| 1997.10.4                                                         | 2000.3.26  | （不在）     | （不在）          | （不在）     |
| 2000.4.2                                                          | 2000.10.1  | （放送なし） | （放送なし）      | （不在）     |
| 2000.10.7                                                         | 2015.3.29  | （不在）     | （不在）          | （不在）     |
| 2015.4.4                                                          | 2016.4.2   | （不在）     | （不在）          | （放送なし） |
| 2016.4.9                                                          | 2017.4.1   | 島本真衣     | 斎藤康貴 菅原知弘 | （放送なし） |
| 2017.4.8                                                          | 2018.3.25  | 矢島悠子     | 森葉子            | （不在）     |
| 2018.3.31                                                         | 2019.3.30  | 矢島悠子     | 森葉子            | （放送なし） |
| 2019.4.6                                                          | 2019.9.28  | 矢島悠子     | 林美桜1           | （放送なし） |
| 2019.10.5                                                         | 2020.9.26  | （不在）     | 矢島悠子          | （放送なし） |
| 2020.10.3                                                         | 2021.3.28  | （不在）     | 三谷紬            | 仁科健吾     |
| 2021.4.3                                                          | 2023.7.2   | （不在）     | 布施宏倖          | 仁科健吾     |
| 2023.7.8                                                          | 2023.12.23 | （不在）     | 所村武蔵          | 所村武蔵     |
| 2024.1.6                                                          | 現在       | （不在）     | 駒見直音          | 駒見直音     |
| - 全員、テレビ朝日アナウンサー。 - 1 平日版にも出演（詳細は上記） |            |              |                   |              |

#### お天気
| 期間               | 期間       | 土                    | 日                      |
| ------------------ | ---------- | --------------------- | ----------------------- |
| 1997.10.4          | 1999.3.28  | 増田ひろみ            | 増田ひろみ              |
| 1999.4.3           | 2000.3.26  | 山越紀子              | 山越紀子                |
| 2000.4.2           | 2000.10.1  | （放送なし）          | 山越紀子                |
| 2000.10.7          | 2001.4.1   | 山越紀子              | 山越紀子                |
| 2001.4.7           | 2002.3.31  | 斎藤恭紀              | 斎藤恭紀                |
| 2002.4.6           | 2005.3.27  | 徳竹貴光              | 徳竹貴光                |
| 2005.4.2           | 2006.4.2   | 高橋佑介              | 高橋佑介                |
| 2006.4.8           | 2013.6.30  | 船木正人              | 船木正人                |
| 2013.7.6           | 2015.3.29  | 荒木真理子            | 荒木真理子              |
| 2015.4.4           | 2015.7.25  | 荒木真理子            | （放送なし）            |
| 2015.8.1           | 2016.12.24 | 太田景子              | （放送なし）            |
| 2017.1.7           | 2017.4.1   | 千種ゆり子            | （放送なし）            |
| 2017.4.8           | 2017.12.31 | 千種ゆり子            | 小野裕子                |
| 2018.1.6           | 2018.3.25  | 千種ゆり子            | 山口津香沙              |
| 2018.3.31          | 2019.9.28  | 千種ゆり子            | （放送なし）            |
| 2018.10.5          | 2020.9.26  | 千種ゆり子1 手塚悠介1 | （放送なし）            |
| 2020.10.3          | 2021.3.28  | 千種ゆり子1 手塚悠介1 | 千種ゆり子              |
| 2021.4.3           | 2021.9.26  | 手塚悠介              | 千種ゆり子              |
| 2021.10.2          | 現在       | 手塚悠介1 佐藤圭一1   | 津田紗矢佳1 久能木百香1 |
| - 1 週交代で担当。 |            |                       |                         |

## 放送内容
番組開始当初は地方局の夕方ワイド番組に倣い、ニュースのみならず首都圏のグルメ・激安情報などの生活・トレンド情報や生中継を行っていたが、1998年10月より縮小し、政局や社会問題を中心とした特集企画を中心に据える。
ANNゾーンは地方発のニュースでもテレビ朝日で映像を編集する。当初は従来のストレートニュース同様に1項目に費やす時間は短かった。17時台前半のニュースコーナーを拡大して以降、主要ニュースは10分前後に時間を割いて伝える。
その一方で週末版では、主にその日の天気に関連した寒さ・暑さなどの時候とともに、各地で週末に外出した人たちで、伝統行事や催事、街の様子などを取り上げるほか、世界および全国で問題や課題となる関心の高いニュースを放送する。
- newsのハテナ

最新ニュースを深く掘り下げるコーナー。2019年9月30日から2020年10月2日までは『フカヨミ』、2020年10月5日から2021年10月1日までは『よみトク』、2021年10月4日から2022年7月1日までは『きょうトピ』というコーナー名であった。
- Jの追跡
- 今村さんのお天気

金曜第1部の15:55頃の天気は「どこよりも早い関東天気」と題して関東の天気を放送していた。
17時30分は2011年7月から全国の気象情報。不定期に休止または時間変更することがある。2017年10月2日 - 2020年3月27日までは「530天気」（ごーさんまるてんき）として放送していた。
18時33分は2017年10月2日から2019年9月27日まで「635天気」→「633天気」（ろくさんさんてんき）として関東地方の気象情報を放送していた（2017年9月29日までは「今天」として18時32分ごろから放送していた）。月曜日から木曜日は渡辺と、金曜日は2012年1月27日からゴーちゃん。（ドラえもんの場合あり）と一緒に天気予報を伝えている。18時台は月曜 - 木曜のみ北陸朝日放送でも同時ネットしていた。
2019年9月30日放送分から「633ドラえもん天気」または「633クレヨンしんちゃん天気」に変更、『ドラえもん』の空き地や『しんちゃん』の野原家などに天気図が合成、天気告知部にはドラえもん・野比のび太・野原しんのすけ・シロが登場する。なお2020年5月からは放送時間が18:30に繰り上がった（3分繰り上がり）ため、「ドラえもん天気」または「クレヨンしんちゃん天気」に変更された。2020年10月5日からは17時台に移ったが、2022年4月以降は17時台のメインニュースの部分を拡大したことから17:40頃にコーナーの時間が繰り下がり、17:33で一旦飛び降りる地域ではネットされなかったが（17時台が一切ネットされない地域でも視聴できなかった。）、同年6月頃に再び17:20前後に戻る。
- 世界のnews

18時台の関東ローカルで放送。世界で起こったニュースを紹介する。
- newsBOX

芸能・スポーツ・B級ニュースを中心に扱う「ゴーガイ!」としてスタート。その後、「NEWSナマヨミ」（2010年10月 - 2011年3月）→「きょうナビ」（2011年4月4日 - 2015年9月25日）→「新着ニュース いま何が」（2015年9月28日 - 2019年9月27日）→「きょうの新着ニュース」（2019年9月30日 - 2020年10月2日）へと変遷していたが、その後1年の中断を挟み、「きょうの最新ニュース」（2021年10月4日 - 2022年7月1日）→「newsBOX」（2022年7月4日 - 現在）として再開。
「きょうナビ」まではCGから伝えていたが、「…いま何が」からはスタジオから伝えている。17時台は17:25頃から放送され、一部の項目ではニュースの概要を表現した字幕とナレーターによる「〇〇が、○○!」などといったポイントを表したナレーションが挿入される（『news every.』〈日本テレビ〉の「気になるミダシ」や『イット!』〈フジテレビ〉の「気になるギモン」と似た演出）。
- newsBOX645

18時台に関東ローカルで放送。2021年10月4日から2022年7月1日までは『きょう1日をキャッチアップ』、2022年7月4日から2023年3月31日までは『新着news』、2023年4月3日から2023年9月29日までは『新着newsBOX』というコーナー名であった。

### 過去
行ったつもりで◯◯
「◯◯」には地域名が入る。2015年5月から12月の祝祭日のみの限定企画として放送していた。
シリーズ戦後（不定期）
2015年4月から8月に放送。17時台に放送。不定期に18時台に放送の場合があり17時台を朝日放送と静岡朝日テレビは未ネットのため回数を省略して放送した。
金曜クリップ
2015年4月3日に金曜日の時間拡大と同時にスタート。専門家を招き、注目のニュースを独自の視点で伝える。
2015年7月27日から7月30日は1時間拡大SPだったため「夏本番クリップ」として放送した。
国道45号を行く ⇒ 国道6号を行く（毎月11日前後）
2013年4月11日から毎月11日前後に「国道45号を行く」として放送開始。国道45号は青森市から仙台市を結んでいるため2015年3月11日に最終回を迎えたが、仙台市から東京都にかけての被災地の状況を放送するため2015年4月11日から2017年9月11日まで毎月11日前後に「国道6号を行く」として放送していた。不定期に独自の番組を放送する局では放送されていない。
特集
1998年10月5日から2002年10月4日まで17時台後半は女性アナウンサー進行の「生活情報局」を放送。
17時台は2019年12月26日まで、18時台は2020年10月2日まで放送。一部地域でも、年末年始・お盆・祝日などでネットする。重大ニュース発生時は休止になることもある。
- 「Jのこだわり」（ニュース特集）
- 「奥様鑑定団」（月曜）
- 「新・東京見聞録」（水曜→火曜・THE WORKS制作）
- 「ラッシャー板前の便利屋大将」（火曜・テレビ朝日映像制作）
- 「怒りの導火線」（火曜・テレビ朝日映像制作）→「新・怒りの導火線」（水曜・テレビ朝日報道局制作）
- 「ナゼダス調査隊」（木曜）・
- 「世紀末事件簿」→ 「迷宮の扉」→「追跡!真実の行方」（木曜）
- 「ウワサ検証人」（金曜・テレビ朝日映像制作）など

NEWSいっき見
17:33頃から放送。2020年1月6日から2021年3月まで放送。ニュース＆スポーツに加え、芸能情報も伝える。
ひっけん!
18時台の関東ローカルで2020年10月5日から2021年3月まで放送。最新の芸能情報を伝えるコーナー。
いま知る・いまナニ
『いま知る』は2019年9月30日から17:10頃に、『いまナニ』は2020年10月5日から17:46頃→18時台の関東ローカルで放送。ニュース担当キャスター2人が、交互にニュースを読む。同年9月27日までは、コーナー名はなく、林とサブキャスターが担当していた。
トレタテ!→くらしのニュース
2020年10月5日から18時台の関東ローカルにてスタートし、2021年3月29日より現タイトルに改めた。くらしにまつわる最新ニュースを伝えるコーナー。2021年3月8日以降は17:27頃に放送。
Jチャン＋＋
18:15頃に関東ローカルにて放送。2020年10月5日からスタート。
その道のプロがオススメの一品を紹介する『オシオシ』と、トレタテのバズった話題を紹介する『トレバズ』、衝撃映像を紹介する『クギズケ』がある。
ライフあっぷ
2021年10月4日から18時台で関東ローカルにて放送。
急上昇ワード
2020年10月5日からスタート。元々はトレタテのバズった話題を紹介する『トレバズ』にてスタートし、2021年10月4日から現コーナー名となった。
クギズケ
2020年10月5日からスタート。衝撃映像に加え、インターネット上で話題になっている犬や猫など動物を取り上げているコーナー。
アニメコーナー
1997年7月7日から1998年3月26日まで番組初期に放送された5分放送のミニアニメ。制作は東映動画（当時、現・東映アニメーション）。
夕方の時間帯の帯アニメは藤子不二雄劇場（一時期『パオパオチャンネル』に内包）、『ガタピシ』、『どろろんぱっ!』などの例があるが、報道枠の中で放送されたのは以下の3例のみだった。
- あずみマンマ・ミーア（1997年7月7日 - 10月2日）
- ハニ太郎です。（1997年10月6日 - 1998年1月22日）
- 春庭家の3人目（1998年1月26日 - 3月26日）

天気予報
1997年3月31日から1998年10月2日までは、モーションキャプチャを使った三次元CGキャラクターによる天気予報を行っていた。1997年度はCGキャラクターが単独で進行して石田や田代と掛け合いをしながら天気を伝えていた。1998年4月からは依田司と一緒に天気予報を伝えていたが、同年10月のリニューアル（前述）をきっかけにコーナーが消滅した。日本におけるモーションキャプチャーCGの先駆けでもあり、好評だったこともあってか、天気予報降板後も2001年頃まではキャラクターがあらゆるコーナーで登場したり、依田司と不定期に共演したこともあった。演出は映画監督の田中信行と、映像作家で現デキサホールディングス代表取締役社長の奥山正次（当時はザ・ワークス契約のフリーディレクター）の両名が担当。このコーナーは日本民間放送連盟優秀賞、日本映画テレビ技術協会大賞を受賞。CG制作はテレビ朝日内製、モーションキャプチャのシステムはイスラエル製、レンダリングを行うメインサーバは「テレビ朝日バーチャルハンドブック」によると「オニキス」（SGI製ONYXであると思われる）」であった。なお、当時報道スタジオがあった赤坂アークヒルズに付随したスイッチャ―卓ではなく、バーチャルスタジオ用にスイッチャ―DVSD1000を別途用意していたことも技術的特徴である。
演出の奥山が代表を務めるデキサホールディングス（株）はこの「源さんの天気予報」以降CG制作において在京キー局のテレビ番組にCGカットを大量に供給することとなり現在に至っている。
この頃を含め、北陸朝日放送や山口朝日放送でも放送されていたが、特段、石川・山口は意識されず関東の天気を伝えていた。ただし、1997年度はコーナーの終盤、1998年4月から9月はコーナー前半（この期間は依田が単独で伝えた）に全国の天気を合わせて伝える形式を取っていた。
- 源さん（声：佐々木正洋[注 43]）

天気図の解説も含め、語尾に「だけんど」をつける等全て東北弁風に喋る（例：高気圧に覆われてるんだけんど）。田代が出演する金曜日の場合は、田代が源さんに何かとツッコミを入れ、源さんが怒る等のリアクションをすることが多かった。
- なたねちゃん（声：高橋里華）

源さんの親戚で、当初は不定期に登場。1998年1月から3月は大学受験生という設定があり、受験勉強中の勉強部屋から天気予報を行ったこともある。その後大学に合格した後都会に引っ越すか、田舎に残るか揺れ動くストーリーもあった。結局田舎に残り、その後1998年4月以降は、水曜日がなたねちゃん担当となり、冒頭で「はーい、な・た・ねでーす。週の真ん中水曜日、よろしくお願い致しまーす」と挨拶していた。

## テーマ音楽
| 期間                          | 月-金曜日17時台 金曜日16時台                                | 月-金曜日18時台                                             | 土曜日16時台 土・日曜日17時台                               | 備考 |
| ----------------------------- | ----------------------------------------------------------- | ----------------------------------------------------------- | ----------------------------------------------------------- | --- |
| 1997年3月31日 - 1997年6月     | 「Spray」 （黒夢）                                          | 曲名・作曲者不詳 （フリー音源）                             | （放送なし）                                                | 月-金曜日18時台と週末版のオープニングには別の楽曲（BGM）を用いていた（週末版の場合は音階が若干低い他、月-金曜日18時台と比べ少し尺が長い）。 |
| 1997年7月 - 1997年9月28日     | 「風と雨の強い日〜it's a Hard Day〜」 （SMILE）             | 曲名・作曲者不詳 （フリー音源）                             | （放送なし）                                                | 月-金曜日18時台と週末版のオープニングには別の楽曲（BGM）を用いていた（週末版の場合は音階が若干低い他、月-金曜日18時台と比べ少し尺が長い）。 |
| 1997年9月29日 - 1997年12月    | 「Ambitious」 （松田樹利亜）                                | 曲名・作曲者不詳 （フリー音源）                             | 曲名・作曲者不詳 （フリー音源）                             | 月-金曜日18時台と週末版のオープニングには別の楽曲（BGM）を用いていた（週末版の場合は音階が若干低い他、月-金曜日18時台と比べ少し尺が長い）。 |
| 1998年1月5日 - 1998年4月5日   | 「Kiss Me」 （BAAD）                                        | 曲名・作曲者不詳 （フリー音源）                             | 曲名・作曲者不詳 （フリー音源）                             | 月-金曜日18時台と週末版のオープニングには別の楽曲（BGM）を用いていた（週末版の場合は音階が若干低い他、月-金曜日18時台と比べ少し尺が長い）。 |
| 1998年4月6日 - 1998年10月4日  | 「ON SUNNY DAY」 （渡辺貞夫）                               | 「ON SUNNY DAY」 （渡辺貞夫）                               | 「ON SUNNY DAY」 （渡辺貞夫）                               | |
| 1998年10月5日 - 1999年4月4日  | 「I Do What I Want」 （国府弘子）                           | 「Going, Going On」 （国府弘子）                            | 「I Do What I Want」 （国府弘子）                           | |
| 1999年4月5日 - 2001年1月3日   | 「SCRAMBLING」 （T-SQUARE）                                 | 「SCRAMBLING」 （T-SQUARE）                                 | 「SCRAMBLING」 （T-SQUARE）                                 | |
| 2001年1月4日 - 2002年10月6日  | 「NUDISTIC」 （DIMENSION）                                  | 「NUDISTIC」 （DIMENSION）                                  | 「NUDISTIC」 （DIMENSION）                                  | |
| 2002年10月7日 - 2003年9月28日 | 「Starneon」 （小松亮太 with 鳥山雄司）                     | 「Starneon」 （小松亮太 with 鳥山雄司）                     | 「Starneon」 （小松亮太 with 鳥山雄司）                     | |
| 2003年9月29日 - 2005年10月2日 | 「Stargazer」 （松谷卓）                                    | 「Stargazer」 （松谷卓）                                    | 「Stargazer」 （松谷卓）                                    | コンピレーション・アルバム『image4』等に収録されているオリジナル版とは異なり、曲の一部がアレンジされている。 2005年7月から平日版の17時台オープニングが廃止されたが、CM前ジングルや関東ローカルのエンディング部分（金曜日除く）では「Stargazer」が引き続き使用されていた。 また、「supernova」は後にテレビ朝日で放送されているリフォームドキュメンタリー番組『大改造!!劇的ビフォーアフター』（朝日放送→朝日放送テレビ制作）においても番組内BGMとして使用されている。 |
| 2005年10月3日 - 2009年7月2日  | 「Stargazer」 （松谷卓）                                    | 「supernova」 （松谷卓）                                    | 「Stargazer」 （松谷卓）                                    | コンピレーション・アルバム『image4』等に収録されているオリジナル版とは異なり、曲の一部がアレンジされている。 2005年7月から平日版の17時台オープニングが廃止されたが、CM前ジングルや関東ローカルのエンディング部分（金曜日除く）では「Stargazer」が引き続き使用されていた。 また、「supernova」は後にテレビ朝日で放送されているリフォームドキュメンタリー番組『大改造!!劇的ビフォーアフター』（朝日放送→朝日放送テレビ制作）においても番組内BGMとして使用されている。 |
| 2009年7月3日 - 2010年3月28日  | 「Stargazer」 （松谷卓）                                    | 「supernova」 （松谷卓）                                    | 「supernova」 （松谷卓）                                    | コンピレーション・アルバム『image4』等に収録されているオリジナル版とは異なり、曲の一部がアレンジされている。 2005年7月から平日版の17時台オープニングが廃止されたが、CM前ジングルや関東ローカルのエンディング部分（金曜日除く）では「Stargazer」が引き続き使用されていた。 また、「supernova」は後にテレビ朝日で放送されているリフォームドキュメンタリー番組『大改造!!劇的ビフォーアフター』（朝日放送→朝日放送テレビ制作）においても番組内BGMとして使用されている。 |
| 2010年3月29日 - 2015年3月29日 | 「Views」 （中田ヤスタカ〈capsule〉）                       | 「Views」 （中田ヤスタカ〈capsule〉）                       | 「Views」 （中田ヤスタカ〈capsule〉）                       | 同時期から、17時台フラッシュニュースBGMにもcapsuleの「MUSiXXX」のインストゥメンタル版が使われている。これに合わせ、CM前ジングルや18時台オープニングにタイトルコール（渡辺・上山の声がサンプリングされた「J channel」というもの）が追加された。 |
| 2015年3月30日 - 2019年3月30日 | 「J-Time (5:00 p.m. ver.)」 （木之下慶行）                  | 「J-Time (6:00 p.m. ver.)」 （木之下慶行）                  | 「J-Time (6:00 p.m. ver.)」 （木之下慶行）                  | バイオリンとピアノをメインとした楽曲 で、バイオリンは佐藤帆乃佳が演奏に参加している。なお、本楽曲は出だしから前半にかけてのバイオリンの音程が異なる、2種類のバージョンが制作されている。また、芸能コーナーのBGMも木之下が手がけている。 |
| 2019年4月1日 - 2020年10月4日  | 「Sekai-Japan」 （竜馬四重奏）                              | 「Sekai-Japan」 （竜馬四重奏）                              | 「Sekai-Japan」 （竜馬四重奏）                              | 2019年6月5日発売の竜馬四重奏 1stシングル「Sekai-Japan」に収録。 CM前のジングルは2019年9月28日まではagraphのlibを使用していた（同年9月30日からはCM前も本曲に変更）。土曜日のドラえもん後の予告にもCMの短縮バージョンを使用。 |
| 2020年10月5日 - 2024年1月3日  | 「開雲見日 〜スーパーJチャンネルのテーマ〜」 （ヒャダイン） | 「開雲見日 〜スーパーJチャンネルのテーマ〜」 （ヒャダイン） | 「開雲見日 〜スーパーJチャンネルのテーマ〜」 （ヒャダイン） | 暗くなりがちなニュースの多い今だからこそ、明るい未来に思いを寄せるような、ポジティブな躍動感にあふれた、さわやかな楽曲に仕上がっている。 同曲では合間に小松と林の「スーパーJチャンネル」コールが入るというアレンジも加えられ、ヒャダインらしい遊び心が随所に感じられる1曲となっている。 また、平日版18時台の「Jチャン++」のコーナーのBGMもヒャダインが手掛けていた。 2021年6月28日から、17時台の「ドラえもんorクレヨンしんちゃん天気」および18時台の「関東の天気」のBGMとして、人気バンド・スキマスイッチの書き下ろしによるインストゥルメンタル曲『茜』が起用されていた（同曲は同月29日から各種音楽配信サイトで配信）。 |
| 2024年1月4日 - 現在           | 「Challenger」 （いきものがかり）                           | 「Challenger」 （いきものがかり）                           | 「Challenger」 （いきものがかり）                           | 詞曲を水野良樹が、編曲を田中ユウスケが手がけた。番組が伝える「今」を受けとめる視聴者が、今日という日と、少しでもポジティブに向き合えるようにという祈りが込められた一曲。 週末版並びに天気コーナーはインストゥルメンタル版が用いられている。 |

## 放送局・配信元

### 平日版
- 18時台のANN枠（17:50 - 18:15）を除き、全編ローカルセールス枠のため、ANN報道特別番組扱いとならない場合でも、局の都合により、日によっては通常時17時台が△または×の局、18時台が△の局でも臨時にいずれかのパートを臨時に○に変更する局がある一方、テレビ朝日以外の通常時17時台が○の局でも臨時に△または×に変更する場合がある。
- 17時台で臨時に17:33よりも早い時間に飛び降りる局では、17:50の飛び乗りポイントと17:33・18:15の飛び降りポイント以外に正式な枠区切りが無いため、唐突にテレビ朝日の映像からローカル放送へ切り替わったり、ローカル放送から唐突にテレビ朝日送出の映像に切り替わる場合もある。
- 番組タイトルは、各局公式サイトの週間番組表などを参考にしている。
- 緊急ニュース、災害などに関する重大ニュースの特別構成が組まれる場合はネット状況が変動する場合がある。
- 平日版については2017年4月3日以降の状況を記す。
- 放送時間（東京発）について
  - ○…フルネット
  - △…冒頭部分ネット（17時台は17:33飛び降り、18時台は18:15で各々飛び降り）
  - ▲…17時台は17:33飛び乗り
  - ×…非ネット

2025年1月6日現在
| 放送対象地域   | 放送局                       | 番組タイトル | 放送時間（東京発）   | 放送時間（東京発）   | 備考 |
| 放送対象地域   | 放送局                       | 番組タイトル | 17時台 16:48 - 17:50 | 18時台 17:50 - 19:00 | 備考 |
| -------------- | ---------------------------- | --- | -------------------- | -------------------- | --- |
| 関東広域圏     | テレビ朝日（EX）             | 月曜 - 木曜 16:48 - 19:00 金曜 16:48 - 18:50 スーパーJチャンネル | ○                    | ○                    | 【制作局】 |
| 北海道         | 北海道テレビ（HTB）          | 月曜 - 木曜 15:45 - 19:00 金曜 15:45 - 18:50 イチオシ!! | △                    | △                    | - 2021年6月7日から17時台を再度△に変更。 - 緊急ニュース時や北海道内で重大ニュースがあった時などは17時台を臨時に×に変更するか、17:33よりも早い時間で飛び降りる場合がある。 - 祝日並びに年末年始等は、編成が異なる場合があり、『イチオシ!!』が時間短縮となる際は、17時台を臨時に○に変更したり、同番組が全編休止の場合は全編臨時に○に変更する等、当番組のネット受け時間を拡大する場合がある。 - 17時台は2018年9月14日までと2021年5月4日から6月4日までは○（道内ニュースやその日の放送内容によっては臨時に△に変更することがあった）、2018年9月18日から2020年10月2日までは△（但し、『イチオシ!ファイターズ』（北海道日本ハムファイターズ戦）放送時は第1部を臨時に×に変更するが、試合展開によっては通常通り△になる場合もあった）。 |
| 青森県         | 青森朝日放送（ABA）          | 月曜 - 木曜 16:20 - 16:48 金曜 16:48 - 17:33 ハレのちあした 18:15 - 19:00 スーパーJチャンネルあおもり                                                                 | 月曜 - 木曜…○金曜…▲  | △                    | - 2020年4月24日から5月6日のみ臨時に全編○に変更。 - 2024年9月27日までの金曜17時台は○。 - 2023年4月3日から2025年3月28日まで当番組は『ハレのちあした』に内包扱いとなっていたため、番組表では『ハレのちあした【全国ニュース】』という表記だった。 |
| 岩手県         | 岩手朝日テレビ（IAT）        | 月曜 - 木曜 18:15 - 18:55 金曜 18:15 - 18:50 スーパーJチャンネルいわて                                                                                                | ○                    | △                    | - 祝日並びに年末年始・ゴールデンウィーク等は、編成が異なる場合があり、『スーパーJチャンネルいわて』が17時台のみの時間短縮(1999年から2000年にかけての一時期もそれに近い編成をしていた)となる場合は、臨時に17時台を△に、18時台を○に各々変更する場合がある。 - 2019年12月26日のみ全編臨時に○に変更（当日は年末特別編成により15:50 - 16:50に『スーパーJチャンネルいわて年末SP』を放送）。 |
| 宮城県         | 東日本放送（khb）            | 16:35 - 17:50 チャージ!1部 18:15 - 19:00 チャージ!2部 | △                    | △                    | - 2019年4月1日から17時台を△に変更（番組編成上は同日開始の新ローカル報道番組『チャージ!』内包番組扱いとなる） - 祝日は、編成が異なる場合があり、『チャージ!』が1部のみの短縮放送となる場合は、18時台を臨時に○に変更する場合がある。 |
| 秋田県         | 秋田朝日放送（AAB）          | 16:40 - 16:45 トレタテ!はやばん 18:15 - 19:00 トレタテ! | ○                    | △                    | - 2020年3月30日から全曜日で第1部を○に変更。 - 金曜は『トレタテ!』スタート当初は17:10頃までネットしその後県内ニュースに移る構成だったがその後大半を差し替えるようになる。その後『スーパーJチャンネルあきた』との合併・全曜日「トレタテ!」化をはさんだのちも金曜は16:45 - 17:50枠の大半を差し替えていたが最近は重大ニュースがない限り△にしていた。 |
| 山形県         | 山形テレビ（YTS）            | 16:40 - 17:50 スーパーJチャンネルYTSゴジダスI 17:50 - 18:15 スーパーJチャンネルYTSゴジダスII 18:15 - 18:55 スーパーJチャンネルYTSゴジダスIII                          | 月曜 - 木曜…○金曜…△  | △                    | - 金曜17:33 - 17:50はローカル枠「キンゴジ」に差し替え。 - 年末のみ17時台を臨時に△に変更。 |
| 福島県         | 福島放送（KFB）              | 15:48 - 16:48 シェア!（第1部） 18:15 - 19:00 シェア!（第2部） | ○                    | △                    | - 2021年10月4日から17時台を○に変更（同日以降はそれまで放送されていたローカル情報番組『福島まるごとライブ ヨジデス』（16時台のローカル情報番組）とローカルニュース番組『ふくしまスーパーJチャンネル』を統合した『シェア!』（15:48 - 19:00）を放送）。 - 2021年10月1日までの17時台は△。 - 2021年3月26日までは金曜のみミニ番組放送のため18:55終了だった。 - 2019年12月26日は全編を、2020年5月4日から5月6日（GW特別編成のため）は18時台を各々○に変更。 |
| 長野県         | 長野朝日放送（abn）          | 17:33 - 17:50 abnステーション 1部 18:15 - 18:55 abnステーション 2部                                                                                                   | △                    | △                    | - 2017年4月3日から17時台を△に変更。 |
| 新潟県         | 新潟テレビ21（UX）           | 16:48 - 17:50 スーパーJにいがた（第1部） 17:50 - 18:15 スーパーJにいがた（第2部） 18:15 - 18:52 スーパーJにいがた（第3部）                                            | ◯                    | △                    | |
| 静岡県         | 静岡朝日テレビ（SATV）       | 16:40 - 19:00 とびっきり!しずおか | ×                    | △                    | - 緊急・重大ニュースが発生した場合や、年末年始等は、編成が異なる場合があり、『とびっきり!しずおか』が18:15開始の短縮放送または全編休止となる場合は、臨時に17時台のみまたは全編○に変更する場合がある（後者の場合、ローカルニュース・天気予報は、16:40 - 16:45に代替として、『SATVニュース』を放送する）。 |
| 石川県         | 北陸朝日放送（HAB）          | 17:33 - 17:50 ふむふむ（第1部） 18:15 - 19:00（金曜のみ18:45終了） ふむふむ（第2部）                                                                                  | △                    | △                    | - 2023年4月3日から再度17時台を△に変更。 - 2021年3月29日から2023年3月31日までは全曜日で17時台を○、18時台を△だった。 - 2021年3月25日まで17時台は△、月曜 - 木曜18時台は○としており、月曜 - 木曜の18時台関東ローカルゾーンを系列局で唯一そのままネットしていた。ただし、年末の『HABスーパーJチャンネル』休止期間中は18時台を臨時に○に変更した。 - 2024年5月6日は臨時で全編○に変更。 |
| 中京広域圏     | 名古屋テレビ（メ〜テレ/NBN） | 月曜 15:40 - 18:57 火曜 - 金曜 15:40 - 19:00 ドデスカ+ | ○                    | △                    | |
| 近畿広域圏     | 朝日放送テレビ（ABC TV）     | 15:40 - 17:47 newsおかえり・第1部 18:15 - 19:00 newsおかえり・第2部                                                                                                   | ×                    | △                    | - 毎年8月の全国高校野球選手権大会期間中に地元・重要試合で17:50以降も延長放送する場合は全編ネット返上となる。 - 年末年始やゴールデンウィーク、高校野球中継早終了時は編成が異なる場合があり、『newsおかえり』が18:15開始の短縮放送となる場合は、臨時に17時台を○に変更する場合がある。 - 月 - 土曜日朝のローカル情報番組『おはよう朝日です』の中で全国ニュースを扱う際、当番組で放送されたニュースVTRを流用する場合がある。 - 2022年3月31日・4月1日は同年3月30日の『キャスト』の終了から4月4日の『newsおかえり』の開始までの代替編成扱いで17時台を臨時に○に変更。 |
| 広島県         | 広島ホームテレビ（HOME）     | 16:40 - 17:50 ピタニュー第1部 月曜 17:50 - 18:45 火曜・木曜 17:50 - 18:56 水曜 17:50 - 19:00 金曜 17:50 - 18:50 ピタニュー第2部月曜 18:45 - 19:00 KICK OFF! HIROSHIMA | ×                    | △                    | - 2018年4月9日から17時台を×に変更（番組編成上は同日開始の『みみよりライブ5up!』の内包番組扱いとなる）。 - 祝日・年末年始等は、編成が異なる場合があり、『ピタニュー』が18時台のみの短縮放送及び全編休止となる場合は、17時台を臨時に○に変更する場合がある（この場合は前者は内包番組扱いで、後者は単独番組扱いとなる）。 - 2018年4月6日までは17時台は△（『みみよりライブ 5up!』の前番組『HOME Jステーション』に内包）。 |
| 山口県         | 山口朝日放送（yab）          | 16:00 - 16:48 YOU! どきっ 18:15 - 19:00 Jチャンやまぐち | ○                    | △                    | - 2022年4月4日 - 2023年9月29日は17時台は△となり、全国枠は『Jチャンやまぐち』内に内包されていた。 - 2023年10月2日より16時台に自社制作番組『YOU! どきっ』を設置したため17時台はフルネットに復した。 - 番組開始当初から2003年までは、18時台はフルネットで放送されていた。 - 不定期で山口朝日放送の編成の都合で17時台を臨時に×に変更する場合がある。 |
| 香川県・岡山県 | 瀬戸内海放送（KSB）          | 18:15 - 19:00 News Park KSB | ○                    | △                    | - 年末の『KSBスーパーJチャンネル』→『News Park KSB』休止期間中は18時台を臨時に○に変更（2020年を除く）。 |
| 愛媛県         | 愛媛朝日テレビ（eat）        | 16:38 - 17:50 スーパーJチャンネルえひめ 第1部 18:15 - 19:00 スーパーJチャンネルえひめ 第2部                                                                           | ○                    | △                    | - 2020年3月30日から17時台を○に変更。 |
| 福岡県         | 九州朝日放送（KBC）          | 16:48 - 19:00 ぎゅっと | ×                    | △                    | - 年末年始は、編成が異なる場合があり『シリタカ!』が休止の場合は18時台を臨時に○に変更。 - 2018年7月4日は『シリタカ!拡大版 九州豪雨1年 ふるさとを見つめて』を、毎年11月3日は『高校バスケウインターカップ福岡大会決勝』を各々放送するため、17時台を臨時に×に変更。 - 『シリタカ!』までは17時台を○。『ぎゅっと』からは×。 |
| 長崎県         | 長崎文化放送（ncc）          | 18:15 - 19:00 NCCスーパーJチャンネル長崎 （月曜のみ18:30終了）月曜 18:30 - 19:00 スポ魂★ながさき                                                                      | ○                    | △                    | |
| 熊本県         | 熊本朝日放送（KAB）          | 18:15 - 19:00 くまもとLive touch | ○                    | △                    | - 2022年11月4日から2023年9月29日までは金曜のみ『くまパワ!』を休止し、17時台を△、18時台を○に各々変更。金曜の18時台関東ローカルゾーンを系列局で唯一そのままネットしていた。 - 2020年3月30日から17時台を○に変更。 - 2018年4月から2022年10月21日まで、2023年10月以降、金曜は『Do You のうぎょう?』を1時間繰り上げた場合のみ18:54終了（主に改編期）。 - 2019年4月1日から2020年3月27日まで17時台は△。 - 年末年始・ゴールデンウィーク、全国高等学校野球選手権熊本大会の準決勝戦の日とその翌日は、編成が異なる場合があり、臨時に全編を○に変更する場合がある。 |
| 大分県         | 大分朝日放送（OAB）          | 月曜 - 木曜 18:15 - 19:00 じもっと!OITA 金曜 15:43 - 18:48 もっと! | 月曜 - 木曜…○金曜…△  | △                    | - 2023年10月6日から金曜のみ17時台を△に変更。 - 2020年12月21日 - 24日は、『じもっと!OITA』の休止に伴い18時台を臨時に○に変更。 - 2018年7月4日は『シリタカ!拡大版 九州豪雨1年 ふるさとを見つめて』放送のため17時台を臨時に×に変更。 |
| 鹿児島県       | 鹿児島放送（KKB）            | 月曜 17:33 - 18:40 火曜-木曜 17:33-18:55 金曜 17:33 - 18:45 News+おやっと!月曜 18:40 - 18:55 KICK OFF! KAGOSHIMA                                                      | △                    | △                    | - 2023年10月2日から月曜と金曜を△に変更。 |
| 沖縄県         | 琉球朝日放送（QAB）          | 16:15 - 16:45 18:15 - 18:55 CATCHY | ○                    | △                    | - 自社制作番組放送時は17時台を×に変更。 - 琉球朝日放送社員が新型コロナウイルスに罹患したことを受け、2020年7月20日 - 7月23日は17時台を臨時に△に変更した上で『Qプラス』を17:33 - 17:45に繰り上げ・短縮して放送し、18時台を臨時に○に変更。 |

### 週末版（年末年始等）
- ネット局では平日版と同様に時刻表示を行っているが、番組送出ではなく各局別の送出となっており、テレビ朝日以外の一部ネット局ではお天気ループも送出している。

#### 土曜版
2019年10月5日から
- 放送時間（東京発）
  - ○…フルネット
  - △…全国枠のみ（17:30 - 17:48.54まで）放送
- 17:48.54 - 18:00は、ローカルセールス枠のため、通常時△の局では、ANN報道特番扱いとならない場合でも、局の都合により、臨時に○に変更する局がある。
  - テレビ朝日以外のネット局は原則として天気予報またはミニ番組放送のため17:55終了。また、一部の系列局では17:53.54 - 17:54の後提供部分をローカル出しの提供クレジット・エンドカードの背景映像としてネット受けしている。
- 土曜版については2019年10月5日以降の状況を記す。

| 放送対象地域   | 放送局                       | 番組タイトル                                                          | 放送時間（東京発） | 備考 |
| 放送対象地域   | 放送局                       | 番組タイトル                                                          | 17:30 - 18:00      | 備考 |
| -------------- | ---------------------------- | --------------------------------------------------------------------- | ------------------ | --- |
| 関東広域圏     | テレビ朝日（EX）             | ANNスーパーJチャンネル                                                | ○                  | 【制作局】 |
| 北海道         | 北海道テレビ（HTB）          | ANNスーパーJチャンネルウェザータイム（17:55 - 18:00）                 | △                  | |
| 青森県         | 青森朝日放送（ABA）          | ANNスーパーJチャンネルABA天気（17:55 - 18:00）                        | △                  | |
| 岩手県         | 岩手朝日テレビ（IAT）        | ANNスーパーJチャンネルIATお天気情報（17:55 - 18:00）                  | △                  | |
| 宮城県         | 東日本放送（khb）            | ANNスーパーJチャンネルkhbお天気情報（17:55 - 18:00）                  | △                  | |
| 秋田県         | 秋田朝日放送（AAB）          | ANNスーパーJチャンネルAABウェザーリポート（17:55 - 18:00）            | △                  | |
| 山形県         | 山形テレビ（YTS）            | ANNスーパーJチャンネルDo〜んな天気（17:55 - 18:00）                   | △                  | |
| 福島県         | 福島放送（KFB）              | ANNスーパーJチャンネルウィークリー県政トピックス（17:55 - 18:00）     | △                  | |
| 新潟県         | 新潟テレビ21（UX）           | ANNスーパーJチャンネルほっとホット新潟（17:55 - 18:00）               | △                  | |
| 長野県         | 長野朝日放送（abn）          | ANNスーパーJチャンネルabn天気予報（17:55 - 18:00）                    | △                  | |
| 静岡県         | 静岡朝日テレビ（SATV）       | ANNスーパーJチャンネル静岡県のお天気（17:55 - 18:00）                 | △                  | |
| 石川県         | 北陸朝日放送（HAB）          | ANNスーパーJチャンネル石川ほっとニュース（17:55 - 18:00）             | △                  | |
| 中京広域圏     | 名古屋テレビ（メ〜テレ/NBN） | ANNスーパーJチャンネル四季の小窓（17:55 - 18:00）                     | △                  | |
| 近畿広域圏     | 朝日放送テレビ（ABC TV）     | ANNスーパーJチャンネルはじめてのバースデー（17:55 - 18:00）           | △                  | - 毎年8月の全国高校野球選手権大会期間中は、休養日や2試合以下の日と重ならない限りネット返上となる。ただし、雨天中止時や3試合開催日の場合はネット復帰（後者は中継延長の場合を除く）。 - 土曜日の関西ローカル枠のお天気コーナーに、気象予報士が出演する。 |
| 広島県         | 広島ホームテレビ（HOME）     | ANNスーパーJチャンネル天気予報（17:55 - 18:00）                       | △                  | |
| 山口県         | 山口朝日放送（yab）          | ANNスーパーJチャンネルウェザーリポート（17:55 - 18:00）               | △                  | |
| 香川県・岡山県 | 瀬戸内海放送（KSB）          | ANNスーパーJチャンネル自由人、会社人〜トップの横顔〜（17:55 - 18:00） | △                  | |
| 愛媛県         | 愛媛朝日テレビ（eat）        | ANNスーパーJチャンネル天気予報（17:55 - 18:00）                       | △                  | |
| 福岡県         | 九州朝日放送（KBC）          | ANNスーパーJチャンネルハイスクWish（17:55 - 18:00）                   | △                  | |
| 長崎県         | 長崎文化放送（ncc）          | ANNスーパーJチャンネルウェザー情報（17:55 - 18:00）                   | △                  | |
| 熊本県         | 熊本朝日放送（KAB）          | ANNスーパーJチャンネルKABウェザーライン（17:55 - 18:00）              | △                  | |
| 大分県         | 大分朝日放送（OAB）          | ANNスーパーJチャンネルミニ番組枠（17:55 - 18:00）                     | △                  | |
| 鹿児島県       | 鹿児島放送（KKB）            | ANNスーパーJチャンネルミエル!かごしま（17:55 - 18:00）                | △                  | |
| 沖縄県         | 琉球朝日放送（QAB）          | ANNスーパーJチャンネルお天気Qごろ〜（17:55 - 18:00）                  | △                  | |

#### 日曜版
2021年4月4日から
- 放送時間（東京発）
  - ○…フルネット
  - △…全国枠のみ（17:30 - 17:48.54まで）放送
  - ▲…全国ネット枠（17:30 - 17:48.54）に加えて、関東ローカル枠も17:51.54まで部分ネット
  - □…全国ネット枠（17:30 - 17:48.54）に加えて、関東ローカル枠の「関東の天気」・エンディングと『サンデーステーション』15秒予告もネット
- 17:48.54 - 18:00は、ローカルセールス枠のため、通常時△の局では、ANN報道特番扱いとならない場合でも、局の都合により、臨時に▲、□、○に変更する局がある。
  - 大半のネット局は原則として天気予報またはミニ番組放送のため17:55終了。また、一部のネット局では17:53.54 - 17:54の後提供部分をローカル出しの提供クレジット・エンドカードの背景映像としてネット受けしている。
- 日曜版については2020年10月4日以降の状況を記す。

| 放送対象地域   | 放送局                       | 番組タイトル | 放送時間（東京発） | 備考 |
| 放送対象地域   | 放送局                       | 番組タイトル | 17:30 - 18:00      | 備考 |
| -------------- | ---------------------------- | --- | ------------------ | --- |
| 関東広域圏     | テレビ朝日（EX）             | ANNスーパーJチャンネル                                                                                          | ○                  | 【制作局】 |
| 北海道         | 北海道テレビ（HTB）          | ANNスーパーJチャンネル                                                                                          | □                  | |
| 青森県         | 青森朝日放送（ABA）          | ANNスーパーJチャンネルツカエルくんのえねタン（17:55 - 18:00）                                                   | △                  | |
| 岩手県         | 岩手朝日テレビ（IAT）        | ANNスーパーJチャンネルIATお天気情報（17:55 - 18:00）                                                            | △                  | |
| 宮城県         | 東日本放送（khb）            | ANNスーパーJチャンネルミテケロ5ch（17:55 - 18:00）                                                              | △                  | |
| 秋田県         | 秋田朝日放送（AAB）          | ANNスーパーJチャンネル健康ナビ 知りたい!がん検診（17:55 - 18:00）                                               | △                  | |
| 山形県         | 山形テレビ（YTS）            | ANNスーパーJチャンネルDo〜んな天気（17:55 - 18:00）                                                             | △                  | |
| 福島県         | 福島放送（KFB）              | ANNスーパーJチャンネル郡山市週間トピックス（17:55 - 18:00）                                                     | △                  | |
| 新潟県         | 新潟テレビ21（UX）           | ANNスーパーJチャンネル                                                                                          | □                  | |
| 長野県         | 長野朝日放送（abn）          | ANNスーパーJチャンネルabn天気予報（17:55 - 18:00）                                                              | △                  | |
| 静岡県         | 静岡朝日テレビ（SATV）       | ANNスーパーJチャンネルウェザーリポート（17:55 - 18:00）                                                         | △                  | |
| 石川県         | 北陸朝日放送（HAB）          | ANNスーパーJチャンネル                                                                                          | □                  | |
| 中京広域圏     | 名古屋テレビ（メ〜テレ/NBN） | ANNスーパーJチャンネル                                                                                          | △                  | |
| 近畿広域圏     | 朝日放送テレビ（ABC TV）     | ANNスーパーJチャンネルCo.☆ラボ（17:55 - 18:00）                                                                 | △                  | - 全国高校野球選手権大会期間中は土曜版と同様の対応となる。 - 日曜日の関西ローカル枠気象予報士の出演せず、朝日放送テレビ（ABC TV）のアナウンサーが担当している。 |
| 広島県         | 広島ホームテレビ（HOME）     | ANNスーパーJチャンネルひろしま県民テレビ〜県民つながる研究課（17:55 - 18:00）                                   | △                  | |
| 山口県         | 山口朝日放送（yab）          | ANNスーパーJチャンネルウェザーリポート（17:55 - 18:00）                                                         | △                  | |
| 香川県・岡山県 | 瀬戸内海放送（KSB）          | ANNスーパーJチャンネル                                                                                          | □                  | |
| 愛媛県         | 愛媛朝日テレビ（eat）        | ANNスーパーJチャンネル天気予報（17:55 - 18:00）                                                                 | △                  | |
| 福岡県         | 九州朝日放送（KBC）          | ANNスーパーJチャンネル九州リースサービスプレゼンツ「STORY 〜未来に残したい ふるさとの風景〜」 （17:55 - 18:00） | △                  | |
| 長崎県         | 長崎文化放送（ncc）          | ANNスーパーJチャンネル週刊あじさい（17:55 - 18:00）                                                             | △                  | |
| 熊本県         | 熊本朝日放送（KAB）          | ANNスーパーJチャンネルミニ番組 （17:55 - 18:00）                                                                | ▲                  | - 熊本からのニュースを放送する場合は△に変更する。 - △に変更した場合でも17:53.54 - 17:54の後提供部分はネットされる。                                             |
| 大分県         | 大分朝日放送（OAB）          | ANNスーパーJチャンネルお!（17:55 - 18:00）                                                                      | △                  | |
| 鹿児島県       | 鹿児島放送（KKB）            | ANNスーパーJチャンネルプラッピーの交通安全教室（17:55 - 18:00）                                                 | △                  | |
| 沖縄県         | 琉球朝日放送（QAB）          | ANNスーパーJチャンネルお天気Qごろ〜（17:55 - 18:00）                                                            | △                  | |

### 衛星放送
テレ朝チャンネル2（旧：朝日ニュースター）
CS・CATVのテレ朝チャンネル2（旧:朝日ニュースター）でも2015年3月31日（火）まで時差放送を行っていた。開始当初は19:00 - 21:00の枠で、直前に終了した当日の2時間の内容をそのまま放送していたが、終了時点では19:00 - 20:00に主に16:50 - 18:15の部分を短く編集（スポーツや芸能のニュース、天気などをカット）して放送していた。当時間帯にスポーツ中継が放送される場合は放送が休止となっていた。なお、前番組の『ステーションEYE』でも朝日ニュースターにおいて時差放送を行っていた。（詳しくはこちらを参照）年末年始は地上波放送は30分に短縮されるため、時差放送も19:30 - 20:00に短縮放送されていたが2012年度からは休止。
BS朝日
この番組のニュース映像は2010年頃までBS朝日で月 - 金曜日19:30 - 19:55の『News Access730』や同19:55 - 20:00に放送されていた『News Access』で再利用されていた。

### AbemaNewsでの時差配信
『AbemaNews／スーパーJチャンネル』

2016年4月11日よりインターネットテレビ局・「ABEMA」内のニュースチャンネル『AbemaNews』にて、月曜 - 金曜の20:00 - 21:00、土曜の19:20 - 20:00に編集版を配信している。テレ朝チャンネル2での放送終了より約1年ぶりの時差番組再開となる。また、毎週土曜・日曜を中心に本番組が取材した1週間のニュースをダイジェスト化して不定期に配信している。なお、平日版の時差配信については2019年10月4日をもって打ち切られたが、同月7日から19:00 - 19:45の枠で開始された番組『アベマ倍速ニュース』の中で当番組のニュースVTRが一部流用されている（ただし、VTRは番組名通り1.5倍速で配信される）。

## 拡大スペシャル・重大ニュース・特別編成時の対応

### 拡大スペシャル
平日版
2005年8月より、祝日に「拡大スペシャル」として放送されていた。この日は一部地域において16:30から放送が開始された。2015年4月以降は拡大放送は放送されていない。なお16:30からの放送は数局程度にとどまる。
主な放送局
テレビ朝日、北海道テレビ、秋田朝日放送、福島放送、新潟テレビ21、北陸朝日放送、メ〜テレ、九州朝日放送
- 拡大スペシャル放送時は、非ネット局では16時53分と通常の開始となっていた。
- 2007年3月26日から30日の5日間は「世界水泳メルボルン大会」中継の関係で19:24まで拡大された。内容は、前日までの様子と後からの中継のみどころ。ただし、ローカル枠を挟むため一部局は19時から別番組扱いで放送された。
- 拡大版は2006年頃より祝日あるいは振替休日に統一されていた。
- 2008年9月15日（敬老の日）の拡大スペシャルの第1部（16:30 - 16:54）[注 63][注 64] の視聴率は14.9パーセント（ビデオリサーチ調べ、関東地区・世帯・リアルタイム）で、同時間帯1位となった。

週末版
- 2012年1月28日・3月17日（ともに土曜日）は、テレビ朝日のみ17:00 - 17:55の拡大版で放送された。17:00 - 17:30は特集を放送した。
- また、同年3月25日（日曜日）にも『笑顔がごちそう ウチゴハン』を休止して17:30 - 18:25の拡大版で放送され、こちらはローカルニュース・天気終了後の17:55から全国ネットで特集を放送した。
- 2013年4月7日・14日（ともに日曜日）は、『ウチゴハン』終了後『相葉マナブ』開始前のつなぎとして、17:30 - 18:30（一部地域は17:55まで）の拡大版で放送、その後は5分拡大で18:00までの放送となる。
- 2014年2月8日、7月19日は一部ネット局で17:00から放送。
- 2015年7月18日はテレビ朝日のみ17:00 - 18:00の拡大版で放送。17:00 - 17:30は「テレ朝・六本木ヒルズ夏祭り」の特番として放送した。
- 2016年1月9日はテレビ朝日、秋田朝日放送、長野朝日放送、鹿児島放送のみ16:30 - 18:00（テレビ朝日以外は17:55）に「年初め拡大版」として放送した。前者以外の系列局は通常通り17:30からの放送となった。

### 2019年4月以降の特別編成の事例
- 特番などによる放送の休止・内容・日時・時間変更は以下の通り。前述の通り、本番組は年末年始でも休まず放送されるため、終日にわたってオリンピック中継を放送する日における休止を除き特番による休止は少ない。

#### 平日版
2019年
- 4月30日：第125代天皇（現・上皇）退位関連報道および第125代天皇の「退位礼正殿の儀」の生中継、それに18:30 - 21:54に『羽鳥慎一 モーニングショー夜の特大版 今夜決定!あなたが選ぶ平成ニッポンのヒーロー総選挙』を放送のため、20分繰り上げ・10分短縮（16:30 - 18:30、ANN枠は16:30 - 18:15）。
- 5月28日：当日朝に神奈川県川崎市で発生した通り魔事件のニュースを中心に伝えるため、ANN枠を63分前拡大（16:50 - 18:15、番組全体の放送時間は通常通り）。
- 7月22日：18:30 - 19:54に『帰れマンデー見っけ隊!! 拡大SP!』（関東地区・石川県以外では「拡大SP!」のフレーズを外した上で19:00飛び乗り[注 65]）を放送のため、30分短縮（16:50 - 18:30、ANN枠は通常通り）。
- 11月5日・11日・13日：18:45から『世界野球プレミア12 2019』の日本戦中継を放送のため、15分短縮（16:50 - 18:45、ANN枠は通常通り）。
- 12月23日：18:45[注 66] - 22:09に『Qさま!! 2019年のニュースの主役から全問出題スペシャル』を放送のため、15分短縮（16:50 - 18:45、ANN枠は通常通り）。
- 12月27日・30日・31日：年末特別編成のため、レギュラー放送を休止。この期間中、12月30日・31日に関しては代役の出演者による短縮版を放送した。ただ、12月27日は12:00 - 16:45・17:00 - 23:10に『ミュージックステーション ウルトラSUPERLIVE2019』を放送のため当番組としても放送休止となり、16:45 - 17:00に代替の『ANNニュース』を放送した。

2020年
- 1月1日・2日・3日：年始特別編成のため、レギュラー放送を休止。この期間中は代役の出演者[注 67]による短縮版[注 68]を放送した。
- 1月24日：18:40 - 19:00に『東京オリンピックまで半年!民放同時放送 一緒にやろう2020大発表スペシャル』を放送[注 69] のため、20分短縮（16:50 - 18:40、ANN枠は通常通り）。
- 4月7日：この日、新型コロナウイルスの大規模感染により東京など7都府県に史上初の緊急事態宣言が出されたことによる特別報道とそれに伴う安倍晋三内閣総理大臣（当時）の記者会見（19時00分から）の生中継のため、19:00 - 20:54に当番組の出演者・体裁で『ANN報道特別番組 生中継 緊急事態宣言で総理会見』を放送した[注 70]。なお、この特番はBS朝日でも19時台のみサイマルネットされた（BS朝日 4Kも含む）。また、この日は新型コロナ緊急事態宣言関連報道のため、同特番に続き21:00から『報道ステーション』を「緊急拡大スペシャル」の冠付きで54分前拡大（21:00 - 23:10）して放送した。
- 4月17日、5月4日・14日：新型コロナウイルスの1度目の緊急事態宣言をめぐる安倍晋三内閣総理大臣（当時）の記者会見（いずれも18時00分から）を生中継するため、ANN枠を15分拡大（17:50 - 18:30、番組全体の放送時間は通常通り）。
- 5月25日：新型コロナウイルスの1度目の緊急事態宣言全面解除に伴う安倍晋三内閣総理大臣（当時）の記者会見（18時00分から）を生中継するため、ANN枠を25分拡大（17:50 - 18:40、番組全体の放送時間は通常通り）。
- 7月24日：18:30 - 21:48に『ミュージックステーション3時間半スペシャル』を放送のため、30分短縮（16:40 - 18:30、ANN枠は通常通り）。
- 7月27日 - 31日：18:45から「#テレビで笑おう テレ朝夏祭り」キャンペーン期間の特別番組[注 71] を放送のため、15分短縮（16:40 - 18:45、ANN枠は通常通り）。
- 8月28日：この日、安倍晋三内閣総理大臣（当時）が辞任の意向を示したのに伴い、関連ニュースや17:00から行われた安倍総理大臣の記者会見の模様を中心に伝えたため、急遽57分前拡大（15:43 - 19:00）して放送した（ANN枠は15:43 - 18:15）。
- 9月16日：菅義偉新内閣発足関連報道のため、「菅内閣誕生SP」の冠付きで57分前拡大（15:43 - 19:00）して放送した[注 72]。
- 9月21日：18:30 - 21:48に『キスマイ10周年でやれるかな? テレビ朝日人気番組の裏側に潜入しちゃった ほぼ3時間SP』を放送のため、30分短縮（16:40 - 18:30・ANN枠は通常通り）。
- 11月4日：アメリカ大統領選挙開票関連報道のため、「速報!アメリカ大統領選挙SP」の冠付きで161分前拡大（13:59 - 18:45）して放送した[注 73]。
- 11月24日：18:15[注 74] - 21:54に『プロ野球・SMBC日本シリーズ2020 第3戦「福岡ソフトバンクホークス×読売ジャイアンツ」』中継を放送のため、30分短縮（16:40 - 18:15・ANN枠は通常通り）。
- 12月25日：17:00 - 23:10に『ミュージックステーション ウルトラSUPERLIVE2020』を放送のため、16:30 - 17:00に時間変更・短縮。この日は編成上全局臨時フルネットではあったが、一部地域では16:55頃以降ローカルニュースに差し替えられた。
- 12月28日・29日：年末特別編成のため、45分短縮（16:40 - 18:00・ANN枠は17:35 - 18:00）。なお、この2日間は朝日放送テレビが唯一17:35飛び乗りとした以外は全局臨時フルネットとなった[注 75]。
- 12月30日・31日：年末特別編成のため、レギュラー放送を休止。この2日間は小松・林らは年末休暇のため休演し、代役の出演者で時間を短縮[注 76] して放送された（スタジオも通常の第4スタジオ内の専用セットではなく報道局ニュースルームを使用した）。

2021年
- 1月1日：17:00 - 21:00に『芸能人格付けチェック これが真の一流品だ!2021お正月スペシャル』（朝日放送テレビ制作）を放送のため、レギュラー放送を休止。この日は小松・林らは年始休暇のため休演し、代役の出演者で16:30 - 17:00に時間変更・短縮して放送された（スタジオも通常の第4スタジオ内の専用セットではなく報道局ニュースルームを使用した）。
- 7月16日：18:00[注 77] - 20:54に『プロ野球マイナビオールスターゲーム2021 第1戦』中継を放送のため、45分短縮（16:40 - 18:00、ANN枠は17:35 - 18:00）。
- 7月26日 - 8月5日[注 78]：東京2020オリンピックハイライト（17:40 - 17:50）のためANN枠を10分前拡大（17:40 - 18:15）。17:40 - 17:50頃の間はネットスポンサーが付いた。
- 7月26日・27日：19:00から『東京オリンピック』中継を放送のため、関東地区では15分拡大して19:00までの放送[注 79]エンディングではテレビ朝日のオリンピックキャスター・松岡修造らとのクロストークを実施した。
- 7月29日、8月2日・6日 :当番組相当の時間帯に『東京オリンピック』中継を放送のため、放送休止。オリンピック中継の中で代替の『ANNニュース』を放送した。
- 10月12日：18:45[注 80] - 21:00に『サッカー・2022 FIFAワールドカップカタールアジア地区最終予選「日本×オーストラリア」』中継を放送のため、15分短縮（16:45 - 18:45・ANN枠は通常通り）。
- 10月15日：18:00 - 21:48に『ミュージックステーション4時間スペシャル』を放送のため、50分短縮（16:45 - 18:00、ANN枠は17:35 - 18:00）。
- 10月18日 - 22日：『世界体操北九州2021』の情報を入れるため、ANN枠を5分前拡大（17:45 - 18:15）。17:45 - 17:50過ぎの間はネットスポンサーが付いた。
- 10月21日・22日：18:30 - 21:00に『世界体操北九州2021』中継を放送のため、18:30に終了時刻を繰り上げての短縮放送となった。
- 11月23日：17:50[注 81] - 21:54に『プロ野球・SMBC日本シリーズ2021 第3戦「東京ヤクルトスワローズ×オリックス・バファローズ」』中継を放送のため、70分短縮（16:45 - 17:50・ANN枠は17:25 - 17:50）。
- 12月17日：当日午前に大阪・北新地で発生したビル火災に関するニュースのため、ANN枠を65分前拡大して放送（16:45 - 18:15、番組全体の放送時間は通常通り）。
- 12月24日：17:00 - 23:10に『ミュージックステーション ウルトラSUPERLIVE2021』を放送のため、16:30 - 17:00に時間変更・短縮。この日は編成上全局臨時フルネットではあったが、一部地域では16:55頃以降ローカルニュースに差し替えられた。
- 12月30日・31日：年末特別編成のため、レギュラー放送を休止。この2日間は小松・松尾・森川らは年末休暇のため休演し、代役の出演者[注 82]で17:30 - 18:00に時間を短縮して放送（スタジオも通常の第4スタジオ内の専用セットではなく報道局ニュースルームを使用した）。

2022年
- 1月3日：年始特別編成のため、レギュラー放送を休止。この日は小松・松尾らは年始休暇のため休演し、代役の出演者で18:00 - 18:30に時間を短縮して放送（スタジオも通常の第4スタジオ内の専用セットではなく報道局ニュースルームを使用した）。
- 1月27日：18:30[注 83] - 21:00に『サッカー・2022 FIFAワールドカップカタール アジア地区最終予選「日本×中国」』中継を放送のため、30分短縮（16:45 - 18:30・ANN枠は通常通り）。
- 2月1日︰18:45[注 84]- 21:15に『サッカー・2022 FIFAワールドカップカタール アジア地区最終予選「日本×サウジアラビア」』中継を放送のため、15分短縮（16:45 - 18:45・ANN枠は通常通り）。
- 2月3日：18:45 - 21:54に『北京オリンピック フリースタイルスキー「女子モーグル 予選」・「男子モーグル 予選」&開幕スペシャル』を放送のため、15分短縮（16:45 - 18:45・ANN枠は通常通り）。
- 2月7日 - 18日[注 85]：北京オリンピックハイライト（17:40 - 17:50）のためANN枠を10分前拡大（17:40 - 18:15）。17:40 - 17:50頃の間はネットスポンサーが付いた。
- 2月17日：16:45 - 翌0:10に『北京オリンピック』中継を放送のため、放送休止。オリンピック中継の中で代替の『ANNニュース』を放送した。
- 5月9日：ロシアのウラジーミル・プーチン大統領の戦勝記念日演説関連のニュースを放送するため、関東などの一部地域では57分前拡大（15:48 - 19:00）して放送した（ANN枠は通常通り）。
- 7月8日：当日午前に奈良で発生した『安倍晋三銃撃事件』の関連ニュースを放送するため、57分前拡大（15:48 - 18:50）して放送した（全編がANN枠）[47]。
- 7月27日：18:30(一部地域は18:34) - 20:54に『プロ野球マイナビオールスターゲーム2022第2戦』中継を放送のため、30分短縮（16:45 - 18:30・ANN枠は通常通り）。
- 9月23日：18:00 - 21:48に『ミュージックステーション4時間スペシャル』を放送のため、50分短縮（16:45 - 18:00、ANN枠は17:35 - 18:00）。
- 11月10日：18:30（一部地域は18:34） - 20:54に『野球・侍ジャパンシリーズ「日本×オーストラリア」』中継を放送のため、30分短縮（16:45 - 18:30・ANN枠は通常通り）。
- 11月21日 - 12月16日：2022 FIFAワールドカップカタールハイライト（17:45 - 17:50）のため、ANN枠を5分前拡大（17:45 - 18:15）。17:45 - 17:50頃[注 86]の間はネットスポンサーが付いた。
- 12月23日：17:00 - 23:10に『ミュージックステーション ウルトラSUPERLIVE2022』を放送のため、16:30 - 17:00に時間変更・短縮[48]。この日は編成上全局臨時フルネットではあったが、一部地域では16:55頃以降ローカルニュースに差し替えられた。
- 12月27日・28日・29日：年末特別編成のため、60分短縮（16:45 - 18:00・ANN枠は17:35 - 18:00）[49]。
- 12月30日：年末特別編成のため、レギュラー放送を休止。この日は小松・森川らは年末休暇のため休演し、代役の出演者[注 87]で17:30 - 18:00に時間を短縮して放送（スタジオも通常の第4スタジオ内の専用セットではなく報道局ニュースルームを使用した）[50]。

2023年
- 1月2日：年始特別編成のため、レギュラー放送を休止。この日は小松・松尾らは年始休暇のため休演し、代役の出演者[注 88]で16:30 - 17:00に時間を短縮して放送（スタジオも通常の第4スタジオ内の専用セットではなく報道局ニュースルームを使用した）[51]。
- 1月3日：年始特別編成のため、レギュラー放送を休止。この日は小松・松尾・森川らは年始休暇のため休演し、代役の出演者[注 89]で17:30 - 18:00に時間を短縮して放送（スタジオも通常の第4スタジオ内の専用セットではなく報道局ニュースルームを使用した）[52]。
- 1月4日：18:30（一部地域は19:00） - 21:48に『Z世代が選ぶ!昭和アニメのスゴい声優50人はこれだ!SP』を放送のため、30分短縮（16:45 - 18:30・ANN枠は通常通り）[53]。
- 2月23日：18:30（一部地域は19:00又は19:04） - 20:54に『ファン1万人がガチで投票!本当にスゴいと思うプロ野球選手総選挙』を放送のため、30分短縮（16:45 - 18:30・ANN枠は通常通り）。
- 3月6日：18:00（一部地域は18:04） - 21:30に『ワールドベースボールクラシック強化試合「日本×阪神タイガース」』中継を放送のため、60分短縮（16:45 - 18:00・ANN枠は17:35 - 18:00）。
- 3月16日：18:30（一部地域は18:34） - 21:54に『2023 ワールド・ベースボール・クラシック 準々決勝「日本×イタリア」』中継を放送[注 90]のため、30分短縮（16:45 - 18:30・ANN枠は通常通り）。
- 5月5日：14:42頃に石川県能登地方を震源とする震度6強の地震が発生し地震情報に切り替え、そのまま本番組へと切り替えた[54]（18:15までANN枠）。
- 7月17日 - 7月28日：世界水泳福岡2023ハイライト（17:45 - 17:50）のため、ANN枠を5分前拡大（17:45 - 18:15）。同コーナー時はテレビ朝日世界水泳福岡応援団の橋本環奈が登場。17:45 - 17:50頃の間はネットスポンサーが付いた。
- 10月2日：この日より放送開始が16:48からに変更になったが、ジャニー喜多川性加害問題及び今後の事業についての記者会見のため、テレビ朝日と一部地域にて13:55 - 16:48まで拡大パートを設けたため、5時間に及ぶ長時間になった[55]（ANN枠は16:48 - 18:15）。
- 12月22日：18:30 - 23:10に『ミュージックステーションスーパーライブ2023』放送のため、30分短縮（16:48 - 18:30・ANN枠は通常通り）[56]。
- 12月25日 - 29日：年末特別編成のため、60分短縮（16:48 - 18:00・ANN枠は17:35 - 18:00）。

2024年
- 1月1日：当初は16:30 - 17:00に放送予定だったが、同日16:10頃に発生した能登半島地震に関するニュースのため、『おしょうバズTV』（テレビ朝日・朝日放送テレビ制作）を途中で打ち切り21:00まで当番組のフォーマットで報道特別番組を放送。18:30頃まで齋藤、森川が、それ以降は下平、坪井が担当した。
- 1月4日：18:00 - 19:35に『楽しく学ぶ!世界動画ニュース 世界の初笑いSP!』を放送のため、60分短縮（16:48 - 18:00・ANN枠は17:35 - 18:00）。
- 7月29日、8月8日：16:48 - 21:54（8日は - 20:57）にパリオリンピックを中継のため休止。
- 7月30日 - 8月9日：パリオリンピックハイライト（17:40 - 17:50）のため、ANN枠を10分前拡大（17:40 - 18:15、8月1日は除く）。17:40 - 17:50頃の間はネットスポンサーが付いた。
- 8月1日：17:30 - 20:00に『パリオリンピック・バスケットボール女子予選リーグ「日本×ドイツ」』を中継[注 91]のため、58分繰り上げ・32分短縮して放送（15:50 - 17:30・ANN枠は17:05 - 17:30）。
- 10月31日：17:50 - 21:50に『プロ野球SMBC日本シリーズ2024第5戦「福岡ソフトバンクホークス×横浜DeNAベイスターズ」』を中継[注 92]のため、70分短縮（16:48 - 17:50・ANN枠は17:25 - 17:50）。
- 11月13日：18:30（一部地域は18:34） - 21:54に『2024 世界野球プレミア12オープニングラウンド・グループB「日本×オーストラリア」』を中継[注 93]のため、30分短縮（16:48 - 18:30・ANN枠は通常通り）。
- 11月18日：18:30（一部地域は18:34） - 21:54に『2024 世界野球プレミア12オープニングラウンド・グループB「日本×ドミニカ共和国」』を中継[注 94]のため、30分短縮（16:48 - 18:30・ANN枠は通常通り）。
- 11月21日：18:30（一部地域は18:34） - 21:54に『2024 世界野球プレミア12スーパーラウンド「日本×アメリカ」』を中継のため、30分短縮（16:48 - 18:30・ANN枠は通常通り）。
- 12月23日 - 26日：年末特別編成のため、30分短縮（16:48 - 18:30・ANN枠は通常通り）
- 12月27日 - 1月3日：年末年始特別編成のため、レギュラー放送を休止。この期間のレギュラー出演のアナウンサー・キャスターらは年末年始休暇のため休演し、年末は16時台（16:30 - 17:00）もしくは17時台（17:30 - 18:00）に30分間のみに、年始は16時台（16:00 - 17:00）もしくは18時台（18:00 - 19:00）に時間短縮・変更予定[57][注 95]。

2025年
- 1月1日：『能登半島地震から1年 地震・豪雨 複合災害に備える』（16:00 - 17:00（一部地域は16:55まで）、テレビ朝日制作・ANN系列）の放送のため休止。代替ニュースは特番内で16:51頃から安藤萌々が担当。
- 1月27日：フジテレビ不適切接待疑惑問題に伴う、フジテレビ経営陣による記者会見を放送するため、58分繰り上げて放送（一部地域を除き15:50 - 19:00・ANN枠は通常通り）[58]。
- 2月18日：18:30 - 21:00に『緊急特別番組 ありがとう西田敏行さん〜不世出の名優 安らかに…〜』[注 96]を放送のため、30分短縮（16:48 - 18:30・ANN枠は通常通り）[59]。
- 7月18日：18:00 - 21:48に『ミュージックステーション SUPER SUMMER FES』を生放送のため、50分短縮（16:48 - 18:00・ANN枠は17:35 - 18:00）。
- 7月23・24日：両日共に18:30（一部地域は18:34） - 21:00に『プロ野球マイナビオールスターゲーム2025』を生中継のため、30分短縮（16:48 - 18:30・ANN枠は通常通り）。
- 8月5日：15:59 - 16:30に朝日放送テレビ制作の『第107回全国高等学校野球選手権大会』の開会式の放送のため、16:30に放送開始時間を繰り上げた。

#### 週末版
2019年
- 10月12日：この日、関東甲信・東海地方に接近していた令和元年東日本台風（台風19号）により、関東甲信地方の広い範囲や静岡県の一部地域に大雨特別警報が発令されたことを受け、16:00過ぎ - 17:30に『緊急報道特番 台風19号が直撃』を放送（16:30まではテレビ朝日のみ、16:30からはANN冠付きで全国ネット）[注 97]。報道局ニュースルームから山口・上山が進行した。
- 12月29日：当時当番組の放送が無かった日曜日ではあったが、年末特別編成により『サンデーステーション』が休止のため、18:00 - 18:30に同番組の代替として放送され、当時『サンステ』に出演していた板倉朋希・下村彩里（いずれもテレビ朝日アナウンサー）が担当した。

2020年
- 1月4日：「新春スペシャル」として、30分前拡大（17:00 - 18:00）。
- 1月5日：当時当番組の放送が無かった日曜日ではあったが、年始特別編成により『サンデーステーション』が休止のため、17:30 - 18:00に同番組の代替として放送され、当時『サンステ』に出演していた斎藤康貴・久冨慶子（いずれもテレビ朝日アナウンサー）が担当した。
- 2月29日：新型コロナウイルスへの対応を説明するための安倍晋三内閣総理大臣（当時）の記者会見を生中継するため、18:30まで30分拡大[注 98]。
- 12月27日：16:30 - 18:00に『サンデーステーション 年末SP』を放送のため、放送休止。同番組内で代替のニュースを放送した。

2021年
- 1月2日：年始特別編成のため、30分繰り下げ（18:00 - 18:30）。また、お天気キャスターは千種、手塚に代わり後に日曜版の担当になる久能木が担当。
- 7月24日・25日[注 99]：『東京オリンピック』中継を放送 [注 100] のため、いずれも放送休止。オリンピック中継の中で代替の『ANNニュース』を放送した。

2022年
- 1月1日：17:00 - 21:00に『芸能人格付けチェック これが真の一流品だ!2022お正月スペシャル』（朝日放送テレビ制作）を放送のため、60分繰り上げ（16:30 - 17:00、一部地域は16:30 - 16:55）。また、この日は上山が年始休暇のため休演し、森山みなみ（テレビ朝日アナウンサー）が代演した。
- 1月2日：年始特別編成のため、30分繰り下げ（18:00 - 18:30、一部地域は18:00 - 18:25）。また、この日は八木が年始休暇のため休演し、佐藤ちひろ（テレビ朝日アナウンサー）が代演した。
- 11月27日：17:00 - 18:40に『タモリステーション〜絶対に負けられないFIFAワールドカップ決戦直前SP〜』を放送のため、放送休止。15:20 - 15:30に代替の『ANNニュース』を放送した。
- 12月31日 : この日は上山・菅原は年末休暇のため休演し、土曜版リポーターの布施、平日版ニュースコーナー担当の田原が代演した。また、この日は編成上全局臨時フルネットではあったが、一部地域では17:53頃以降ローカルニュースに差し替えられた[60]。

2023年
- 1月1日：17:00 - 21:00に『芸能人格付けチェック これが真の一流品だ!2023お正月スペシャル』（朝日放送テレビ制作）を放送のため、60分繰り上げ（16:30 - 17:00、一部地域は16:30 - 16:55）[61]。また、この日は八木・斎藤らは年始休暇のため休演し、日曜版リポーターの仁科、安藤萌々、森口哲夫が代演した。
- 12月24日：15:00 - 18:30に『M-1グランプリ2023 敗者復活戦』（朝日放送テレビ制作）放送のため休止。漫才中継に内包する形で17:07 - 17:17に代替の『ANNニュース』を放送した[62]。

2024年
- 7月28日・8月4日[注 101][注 102]：『パリオリンピック』の中継のため休止。同中継内で16時台中盤に代替の『ANNニュース』を放送。
- 12月22日：15:00 - 18:30に『M-1グランプリ2024 敗者復活戦』（朝日放送テレビ制作）放送のため休止。漫才中継に内包する形で17:07 - 17:17に代替の『ANNニュース』を放送した[63]。

## 制作上の問題
- 2019年（令和元年）10月16日に、同年3月15日放送の業務用スーパーマーケットを利用する一般の客の人間模様を伝える企画において、匿名の情報提供を受けて社内調査を行った結果、取り上げた客のうちの4人がこの企画を取材・編集した、テレビ朝日映像の契約ディレクターの男性の知人であり、初対面のように偽って撮影したことが判明[64]、テレビ朝日は「極めて不適切な演出で、やらせと言われても仕方がない」として謝罪した[65]。
- 同年11月8日には放送倫理・番組向上機構（BPO）の放送倫理検証委員会は、放送倫理違反の程度によっては自主自律的な対応をもってしても看過できない放送倫理違反があるとしてTBSテレビの『クレイジージャーニー』と共に審議入りすることを決定した[66]。2020年9月2日、BPOは放送倫理違反があったとの見解を発表した[67][68][69][70][71][72][73][74][75][76][77]。
- 不祥事発覚後の2020年1月から17時台・18時台の特集コーナーは全曜日とも廃止となった。ザ・ワークス・NON PROは特集コーナーの制作協力から撤退した一方、不祥事の発端となったテレビ朝日映像は2024年3月現在も中継の技術協力などを担当している（ただしエンディングロールの制作協力にはテレビ朝日映像の文字はない）。テレビ朝日映像が制作協力に加わったのは1998年4月7日（火曜日）の小宮悦子担当週からである。かつて、小宮悦子は『こんにちは2時』、渡辺宜嗣は『 トゥナイト』といったテレビ朝日映像制作協力の番組に出演していたため結びつきが強い。1998年10月2日までの金曜は武市プロダクション（1996年3月までの『はなきんデータランド』も制作協力していた）、1998年頃の月曜は泉放送制作が制作協力に加わっていた。
- 2023年（令和5年）7月28日放送分のビッグモーターによる自動車保険金水増し請求問題を伝えた際に同社顧客の保険加入率や事故件数が保険会社担当者の給料に反映されるなどと受け取れる内容を報じたが、後日保険会社による指摘でそうした事実は確認出来なかったとして、同月31日に番組と公式サイトにて謝罪した[78][79]。